# Khúc côn cầu trên băng tại Thế vận hội Mùa đông 2018 - Vòng loại nam
Vòng loại của môn khúc côn cầu trên băng nam Thế vận hội Mùa đông 2018 được xác định bởi bảng xếp hạng IIHF sau Giải vô địch khúc côn cầu trên băng nam thế giới 2015. Tám đội đứng đầu trên bảng xếp hạng thế giới cùng chủ nhà được vào thẳng Olympic, trong khi các đội còn lại cạnh tranh cho các suất còn lại.

## Các đội vượt qua vòng loại
| Sự kiện                      | Ngày                                     | Địa điểm            | Số đội | Quốc gia                                                                            |
| ---------------------------- | ---------------------------------------- | ------------------- | ------ | ----------------------------------------------------------------------------------- |
| Chủ nhà                      | 19 tháng 9 năm 2014                      | Tenerife            | 1      | Hàn Quốc                                                                            |
| Xếp hạng thế giới 2015[a]    | 2 tháng 4 năm 2012 – 17 tháng 5 năm 2015 | Praha và Ostrava[b] | 8      | Thụy Điển · Phần Lan · Canada · Nga[c] · Hoa Kỳ · Cộng hòa Séc · Thụy Sĩ · Slovakia |
| Giải đấu vòng loại cuối cùng | 1–4 tháng 9 năm 2016                     | Minsk               | 1      | Slovenia                                                                            |
| Giải đấu vòng loại cuối cùng | 1–4 tháng 9 năm 2016                     | Riga                | 1      | Đức                                                                                 |
| Giải đấu vòng loại cuối cùng | 1–4 tháng 9 năm 2016                     | Oslo                | 1      | Na Uy                                                                               |
| Tổng                         |                                          |                     | 12     |                                                                                     |

Ghi chú
1. a Bảng xếp hạng thế giới 2015 gồm các giải đấu sau: Giải vô địch thế giới 2012, Giải vô địch thế giới 2013, Thế vận hội Mùa đông 2014, Giải vô địch thế giới 2014 và Giải vô địch thế giới 2015
2. b Praha và Ostrava là địa điểm diễn ra Giải vô địch khúc côn cầu trên băng thế giới 2015; sau khi giải đấu kết thúc thứ hạng chính thức được chốt lại.
3. c Vào tháng 12 năm 2017, Ủy ban Olympic Quốc tế cấm Nga tham gia Thế vận hội Mùa đông do các cáo buộc doping. Các vận động viên Nga chứng minh mình trong sạch sẽ được tham dự với tư cách Vận động viên Olympic từ Nga.[3]

## Phân hạt giống vòng loại
Để có suất trực tiếp, một quốc gia phải có mặt trong top 8 sau khi kết thúc Giải vô địch khúc côn cầu trên băng nam thế giới 2015. Đối với hệ thống tính điểm của IIHF World Ranking, năm hiện tại có giá trị điểm nhiều nhất, và mỗi năm trước đó sẽ giảm đi 25% số điểm. Các đội có nguyện vọng tham dự phải đăng ký trước tháng 4 năm 2015. Dưới đây là điểm dựa trên vị trí của các đội vào mùa giải năm 2015.
| Vị trí | 1    | 2    | 3    | 4    | 5    | 6    | 7    | 8    | 9   | 10  | 11  | 12  | 13  | 14  | 15  | 16  | 17  | 18  | 19  | 20  | ... |
| Điểm   | 1200 | 1160 | 1120 | 1100 | 1060 | 1040 | 1020 | 1000 | 960 | 940 | 920 | 900 | 880 | 860 | 840 | 820 | 800 | 780 | 760 | 740 | ... |

|  | Giành vé vào thẳng Olympic          |
|  | Tham dự vòng loại từ vòng chung kết |
|  | Tham dự vòng loại từ vòng sơ loại 2 |
|  | Tham dự vòng loại từ vòng sơ loại 1 |

| Hạt giống vòng loại | Đội                                  | WC 2015 | WC 2014 | OLY 2014 | WC 2013 | WC 2012 | Tổng |
| ------------------- | ------------------------------------ | ------- | ------- | -------- | ------- | ------- | ---- |
| 1                   | Canada                               | 1200    | 795     | 900      | 530     | 265     | 3690 |
| 2                   | Nga                                  | 1160    | 900     | 795      | 520     | 300     | 3675 |
| 3                   | Thụy Điển                            | 1060    | 840     | 870      | 600     | 260     | 3630 |
| 4                   | Phần Lan                             | 1040    | 870     | 840      | 550     | 275     | 3575 |
| 5                   | Hoa Kỳ                               | 1120    | 780     | 825      | 560     | 255     | 3540 |
| 6                   | Cộng hòa Séc                         | 1100    | 825     | 780      | 510     | 280     | 3495 |
| 7                   | Thụy Sĩ                              | 1000    | 705     | 720      | 580     | 230     | 3235 |
| 8                   | Slovakia                             | 960     | 720     | 690      | 500     | 290     | 3160 |
| 9                   | Belarus                              | 1020    | 765     | 645      | 430     | 215     | 3075 |
| 10                  | Latvia                               | 880     | 690     | 750      | 460     | 235     | 3015 |
| 11                  | Na Uy                                | 920     | 675     | 675      | 470     | 250     | 2990 |
| 12                  | Pháp                                 | 900     | 750     | 600      | 440     | 240     | 2930 |
| 13                  | Đức                                  | 940     | 645     | 630      | 480     | 225     | 2920 |
| 14                  | Slovenia                             | 820     | 600     | 765      | 410     | 200     | 2795 |
| 15                  | Đan Mạch                             | 860     | 660     | 585      | 450     | 220     | 2775 |
| 16                  | Áo                                   | 840     | 585     | 705      | 420     | 195     | 2745 |
| 17                  | Kazakhstan                           | 800     | 615     | 660      | 400     | 205     | 2680 |
| 18                  | Ý                                    | 720     | 630     | 615      | 390     | 210     | 2565 |
| 19                  | Hungary                              | 780     | 540     | 525      | 380     | 190     | 2415 |
| 20                  | Nhật Bản                             | 740     | 570     | 480      | 370     | 185     | 2345 |
| 21                  | Ukraina                              | 700     | 555     | 540      | 340     | 175     | 2310 |
| 22                  | Ba Lan                               | 760     | 510     | 510      | 330     | 165     | 2275 |
| Chủ nhà             | Hàn Quốc                             | 680     | 525     | 495      | 360     | 170     | 2230 |
| 23                  | Anh Quốc                             | 660     | 465     | 570      | 350     | 180     | 2225 |
| 24                  | Hà Lan                               | 580     | 450     | 555      | 320     | 160     | 2065 |
| 25                  | Litva                                | 640     | 480     | 465      | 300     | 150     | 2035 |
| 26                  | Croatia                              | 620     | 495     | 405      | 280     | 130     | 1930 |
| 27                  | România                              | 560     | 435     | 435      | 310     | 155     | 1895 |
| 28                  | Estonia                              | 600     | 420     | 420      | 290     | 140     | 1870 |
| 29                  | Serbia                               | 520     | 390     | 375      | 240     | 120     | 1645 |
| 30                  | Tây Ban Nha                          | 500     | 330     | 450      | 230     | 135     | 1645 |
| 31                  | México                               | 400     | 315     | 390      | 200     | 95      | 1400 |
| 32                  | Israel                               | 360     | 345     | 360      | 220     | 90      | 1375 |
|                     | Bỉ                                   | 540     | 360     | 0        | 270     | 110     | 1280 |
| 33                  | Iceland                              | 480     | 405     | 0        | 260     | 125     | 1270 |
|                     | Úc                                   | 460     | 375     | 0        | 250     | 145     | 1230 |
|                     | New Zealand                          | 420     | 300     | 0        | 210     | 115     | 1045 |
| 34                  | Trung Quốc                           | 440     | 285     | 0        | 190     | 105     | 1020 |
| 35                  | Bulgaria                             | 380     | 240     | 0        | 170     | 100     | 890  |
|                     | Nam Phi                              | 340     | 270     | 0        | 160     | 85      | 855  |
|                     | Thổ Nhĩ Kỳ                           | 300     | 255     | 0        | 180     | 80      | 815  |
|                     | CHDCND Triều Tiên                    | 320     | 225     | 0        | 150     | 75      | 770  |
|                     | Luxembourg                           | 280     | 210     | 0        | 140     | 70      | 700  |
|                     | Các Tiểu vương quốc Ả Rập Thống nhất | 220     | 180     | 0        | 110     | 0       | 510  |
| 36                  | Gruzia                               | 240     | 165     | 0        | 90      | 0       | 495  |
|                     | Hồng Kông                            | 260     | 195     | 0        | 0       | 0       | 455  |
|                     | Bosna và Hercegovina                 | 200     | 0       | 0        | 0       | 0       | 200  |

- Ba quốc gia có điểm xếp hạng nhưng không tham dự các giải của IIHF: Ireland, Hy Lạp, và Mông Cổ.
- Quốc gia không có số hạt giống quyết định không tham dự vòng loại Olympic.

## Vòng sơ loại 1
Hai đội xếp hạng thấp nhất thi đấu loại trực tiếp tại Bulgaria để giành quyền thi đấu ở vòng này. Đội đứng đầu mỗi bảng ở vòng này tiến vào vòng tiếp theo.

### Trận loại trực tiếp
| 10 tháng 10 năm 2015 19:30 | Bulgaria | 9–1 (2–1, 3–0, 4–0) | Gruzia | Cung thể thao Mùa đông, Sofia Số khán giả: 581 |

| Nguồn | Nguồn                                | Nguồn                         | Nguồn          | Nguồn                                                                 |
| --- | ------------------------------------ | ----------------------------- | -------------- | --------------------------------------------------------------------- |
| | Dimitar Dimitrov Konstantin Mihailov | Thủ môn                       | Andrei Ilienko | Trọng tài: Tomáš Orolin Trọng tài biên: Kiril Peychinov Matúš Stanzel |
| \| Boyadjiev (Bozhanov) (SH) – 03:37 \| 1–0 \| \| \| \| 1–1 \| 07:19 – Dumbadze (Oganeziani) \| \| Boyadjiev (Gatchev, Bozhanov) – 12:24 \| 2–1 \| \| \| Gatchev (Boyadjiev, Mihov) – 20:55 \| 3–1 \| \| \| Semkov (Tchaliov, Mihov) – 21:28 \| 4–1 \| \| \| Mihov (Boyadjiev) – 33:08 \| 5–1 \| \| \| Mihov (Boyadjiev, Gatchev) – 40:36 \| 6–1 \| \| \| Stefanov (Boyadjiev, Gatchev) (SH) – 45:58 \| 7–1 \| \| \| Gatchev (Boyadjiev, Mihov) – 49:05 \| 8–1 \| \| \| Gatchev (Blagoev, Boyadjiev) (PP) – 55:56 \| 9–1 \| \| |                                      |                               |                | Trọng tài: Tomáš Orolin Trọng tài biên: Kiril Peychinov Matúš Stanzel |
| 14 phút | Số phút bị phạt                      | 12 phút                       |                | Trọng tài: Tomáš Orolin Trọng tài biên: Kiril Peychinov Matúš Stanzel |
| 51 | Số cú đánh                           | 11                            |                | Trọng tài: Tomáš Orolin Trọng tài biên: Kiril Peychinov Matúš Stanzel |
| Boyadjiev (Bozhanov) (SH) – 03:37 | 1–0                                  |                               |                | Trọng tài: Tomáš Orolin Trọng tài biên: Kiril Peychinov Matúš Stanzel |
| | 1–1                                  | 07:19 – Dumbadze (Oganeziani) |                | Trọng tài: Tomáš Orolin Trọng tài biên: Kiril Peychinov Matúš Stanzel |
| Boyadjiev (Gatchev, Bozhanov) – 12:24 | 2–1                                  |                               |                | Trọng tài: Tomáš Orolin Trọng tài biên: Kiril Peychinov Matúš Stanzel |
| Gatchev (Boyadjiev, Mihov) – 20:55 | 3–1                                  |                               |                |                                                                       |
| Semkov (Tchaliov, Mihov) – 21:28 | 4–1                                  |                               |                |                                                                       |
| Mihov (Boyadjiev) – 33:08 | 5–1                                  |                               |                |                                                                       |
| Mihov (Boyadjiev, Gatchev) – 40:36 | 6–1                                  |                               |                |                                                                       |
| Stefanov (Boyadjiev, Gatchev) (SH) – 45:58 | 7–1                                  |                               |                |                                                                       |
| Gatchev (Boyadjiev, Mihov) – 49:05 | 8–1                                  |                               |                |                                                                       |
| Gatchev (Blagoev, Boyadjiev) (PP) – 55:56 | 9–1                                  |                               |                |                                                                       |

### Bảng K
Các trận đấu diễn ra tại Tallinn, Estonia.
| VT | Đội         | Tr | T | THP | BHP | B | BT | BB | BHS | Đ | Giành quyền tham dự |
| -- | ----------- | -- | - | --- | --- | - | -- | -- | --- | - | ------------------- |
| 1  | Estonia (H) | 3  | 3 | 0   | 0   | 0 | 58 | 4  | +54 | 9 | Vòng sơ loại 2      |
| 2  | México      | 3  | 2 | 0   | 0   | 1 | 16 | 15 | +1  | 6 |                     |
| 3  | Israel      | 3  | 1 | 0   | 0   | 2 | 6  | 26 | −20 | 3 |                     |
| 4  | Bulgaria    | 3  | 0 | 0   | 0   | 3 | 4  | 39 | −35 | 0 |                     |

Giờ thi đấu là giờ địa phương (UTC+2).
| 5 tháng 11 năm 2015 15:00 | México | 8–2 (1–0, 3–2, 4–0) | Bulgaria | Tallinn Arena, Tallinn Số khán giả: 238 |

| Nguồn | Nguồn           | Nguồn                                  | Nguồn                           | Nguồn                                                                   |
| --- | --------------- | -------------------------------------- | ------------------------------- | ----------------------------------------------------------------------- |
| | Alfonso de Alba | Thủ môn                                | Dimitar Dimitrov Nikola Nikolov | Trọng tài: Dean Smith Trọng tài biên: Jacques Riisom-Birker Toivo Tilku |
| \| J. Pérez (Tommasi) – 11:20 \| 1–0 \| \| \| \| 1–1 \| 20:14 – Iskrenov (Boyadjiev, Stefanov) \| \| Tommasi (Ortega) (SH) – 30:27 \| 2–1 \| \| \| \| 2–2 \| 34:04 – Semkov (SH) \| \| J. Pérez (Gómez) – 39:26 \| 3–2 \| \| \| Gómez – 39:50 \| 4–2 \| \| \| Gómez (González, Chabat) (PP) – 46:02 \| 5–2 \| \| \| Gómez (Arroyo, Chabat) (PP) – 51:38 \| 6–2 \| \| \| J. Pérez (González) – 54:48 \| 7–2 \| \| \| Díaz – 59:45 \| 8–2 \| \| |                 |                                        |                                 | Trọng tài: Dean Smith Trọng tài biên: Jacques Riisom-Birker Toivo Tilku |
| 22 phút | Số phút bị phạt | 8 phút                                 |                                 | Trọng tài: Dean Smith Trọng tài biên: Jacques Riisom-Birker Toivo Tilku |
| 37 | Số cú đánh      | 23                                     |                                 | Trọng tài: Dean Smith Trọng tài biên: Jacques Riisom-Birker Toivo Tilku |
| J. Pérez (Tommasi) – 11:20 | 1–0             |                                        |                                 | Trọng tài: Dean Smith Trọng tài biên: Jacques Riisom-Birker Toivo Tilku |
| | 1–1             | 20:14 – Iskrenov (Boyadjiev, Stefanov) |                                 | Trọng tài: Dean Smith Trọng tài biên: Jacques Riisom-Birker Toivo Tilku |
| Tommasi (Ortega) (SH) – 30:27 | 2–1             |                                        |                                 | Trọng tài: Dean Smith Trọng tài biên: Jacques Riisom-Birker Toivo Tilku |
| | 2–2             | 34:04 – Semkov (SH)                    |                                 |                                                                         |
| J. Pérez (Gómez) – 39:26 | 3–2             |                                        |                                 |                                                                         |
| Gómez – 39:50 | 4–2             |                                        |                                 |                                                                         |
| Gómez (González, Chabat) (PP) – 46:02 | 5–2             |                                        |                                 |                                                                         |
| Gómez (Arroyo, Chabat) (PP) – 51:38 | 6–2             |                                        |                                 |                                                                         |
| J. Pérez (González) – 54:48 | 7–2             |                                        |                                 |                                                                         |
| Díaz – 59:45 | 8–2             |                                        |                                 |                                                                         |

| 5 tháng 11 năm 2015 19:00 | Israel | 1–19 (0–6, 0–5, 1–8) | Estonia | Tallinn Arena, Tallinn Số khán giả: 850 |

| Nguồn | Nguồn                            | Nguồn                                    | Nguồn          | Nguồn                                                                      |
| --- | -------------------------------- | ---------------------------------------- | -------------- | -------------------------------------------------------------------------- |
| | Alexander Loginov Maxim Gokhberg | Thủ môn                                  | Roman Šumihhin | Trọng tài: Lassi Heikkinen Trọng tài biên: Anže Bergant Óli Þór Gunnarsson |
| \| \| 0–1 \| 01:52 – Kuznetsov (Lahesalu, Rooba) \| \| \| 0–2 \| 04:06 – Gornostajev (Titarenko) \| \| \| 0–3 \| 11:48 – Fedoruk (Võrang, Lahesalu) \| \| \| 0–4 \| 13:35 – Lahesalu (Titarenko, Rooba) (PP) \| \| \| 0–5 \| 16:55 – Võrang (Sorokin, Sildre) \| \| \| 0–6 \| 17:52 – Rooba (Gornostajev, Titarenko) \| \| \| 0–7 \| 28:29 – Rooba (Kozõrev) \| \| \| 0–8 \| 29:04 – Lahesalu (Rooba, Gornostajev) \| \| \| 0–9 \| 30:42 – Russ \| \| \| 0–10 \| 34:51 – Lukats (Russ, Lahesalu) \| \| \| 0–11 \| 38:13 – Rooba (Titarenko, Lahesalu) (PP) \| \| \| 0–12 \| 41:25 – Fedoruk (Võrang, Kuznetsov) \| \| \| 0–13 \| 42:28 – Sorokin (Minin, Russ) \| \| Revniaga (Natalchenko) – 43:05 \| 1–13 \| \| \| \| 1–14 \| 45:10 – Lukats (Sorokin, Sildre) (PP) \| \| \| 1–15 \| 45:26 – Sorokin (Russ, Lukats) \| \| \| 1–16 \| 51:15 – Kuznetsov (Rooba) \| \| \| 1–17 \| 54:52 – Gornostajev (Titarenko, Sildre) \| \| \| 1–18 \| 56:19 – Lukats (Russ, Rõbuškin) (SH) \| \| \| 1–19 \| 57:37 – Gornostajev (Rooba, Kerna) \| |                                  |                                          |                | Trọng tài: Lassi Heikkinen Trọng tài biên: Anže Bergant Óli Þór Gunnarsson |
| 10 phút | Số phút bị phạt                  | 8 phút                                   |                | Trọng tài: Lassi Heikkinen Trọng tài biên: Anže Bergant Óli Þór Gunnarsson |
| 9 | Số cú đánh                       | 87                                       |                | Trọng tài: Lassi Heikkinen Trọng tài biên: Anže Bergant Óli Þór Gunnarsson |
| | 0–1                              | 01:52 – Kuznetsov (Lahesalu, Rooba)      |                | Trọng tài: Lassi Heikkinen Trọng tài biên: Anže Bergant Óli Þór Gunnarsson |
| | 0–2                              | 04:06 – Gornostajev (Titarenko)          |                | Trọng tài: Lassi Heikkinen Trọng tài biên: Anže Bergant Óli Þór Gunnarsson |
| | 0–3                              | 11:48 – Fedoruk (Võrang, Lahesalu)       |                | Trọng tài: Lassi Heikkinen Trọng tài biên: Anže Bergant Óli Þór Gunnarsson |
| | 0–4                              | 13:35 – Lahesalu (Titarenko, Rooba) (PP) |                |                                                                            |
| | 0–5                              | 16:55 – Võrang (Sorokin, Sildre)         |                |                                                                            |
| | 0–6                              | 17:52 – Rooba (Gornostajev, Titarenko)   |                |                                                                            |
| | 0–7                              | 28:29 – Rooba (Kozõrev)                  |                |                                                                            |
| | 0–8                              | 29:04 – Lahesalu (Rooba, Gornostajev)    |                |                                                                            |
| | 0–9                              | 30:42 – Russ                             |                |                                                                            |
| | 0–10                             | 34:51 – Lukats (Russ, Lahesalu)          |                |                                                                            |
| | 0–11                             | 38:13 – Rooba (Titarenko, Lahesalu) (PP) |                |                                                                            |
| | 0–12                             | 41:25 – Fedoruk (Võrang, Kuznetsov)      |                |                                                                            |
| | 0–13                             | 42:28 – Sorokin (Minin, Russ)            |                |                                                                            |
| Revniaga (Natalchenko) – 43:05 | 1–13                             |                                          |                |                                                                            |
| | 1–14                             | 45:10 – Lukats (Sorokin, Sildre) (PP)    |                |                                                                            |
| | 1–15                             | 45:26 – Sorokin (Russ, Lukats)           |                |                                                                            |
| | 1–16                             | 51:15 – Kuznetsov (Rooba)                |                |                                                                            |
| | 1–17                             | 54:52 – Gornostajev (Titarenko, Sildre)  |                |                                                                            |
| | 1–18                             | 56:19 – Lukats (Russ, Rõbuškin) (SH)     |                |                                                                            |
| | 1–19                             | 57:37 – Gornostajev (Rooba, Kerna)       |                |                                                                            |

| 6 tháng 11 năm 2015 15:00 | México | 5–0 (2–0, 1–0, 2–0) | Israel | Tallinn Arena, Tallinn Số khán giả: 237 |

| Nguồn | Nguồn           | Nguồn   | Nguồn          | Nguồn                                                          |
| --- | --------------- | ------- | -------------- | -------------------------------------------------------------- |
| | Alfonso de Alba | Thủ môn | Maxim Gokhberg | Trọng tài: Stian Halm Trọng tài biên: Anže Bergant Toivo Tilku |
| \| Chabat (González, Arroyo) (PP) – 08:43 \| 1–0 \| \| \| Chabat (Arroyo, Ugarte) (PP) – 16:58 \| 2–0 \| \| \| Smithers (Gómez) – 24:36 \| 3–0 \| \| \| Chabat (Gómez, Arroyo) (PP) – 50:25 \| 4–0 \| \| \| Ugarte – 56:25 \| 5–0 \| \| |                 |         |                | Trọng tài: Stian Halm Trọng tài biên: Anže Bergant Toivo Tilku |
| 12 phút | Số phút bị phạt | 16 phút |                | Trọng tài: Stian Halm Trọng tài biên: Anže Bergant Toivo Tilku |
| 53 | Số cú đánh      | 31      |                | Trọng tài: Stian Halm Trọng tài biên: Anže Bergant Toivo Tilku |
| Chabat (González, Arroyo) (PP) – 08:43 | 1–0             |         |                | Trọng tài: Stian Halm Trọng tài biên: Anže Bergant Toivo Tilku |
| Chabat (Arroyo, Ugarte) (PP) – 16:58 | 2–0             |         |                | Trọng tài: Stian Halm Trọng tài biên: Anže Bergant Toivo Tilku |
| Smithers (Gómez) – 24:36 | 3–0             |         |                | Trọng tài: Stian Halm Trọng tài biên: Anže Bergant Toivo Tilku |
| Chabat (Gómez, Arroyo) (PP) – 50:25 | 4–0             |         |                |                                                                |
| Ugarte – 56:25 | 5–0             |         |                |                                                                |

| 6 tháng 11 năm 2015 19:00 | Estonia | 26–0 (10–0, 8–0, 8–0) | Bulgaria | Tallinn Arena, Tallinn Số khán giả: 647 |

| Nguồn | Nguồn                 | Nguồn   | Nguồn                           | Nguồn                                                                    |
| --- | --------------------- | ------- | ------------------------------- | ------------------------------------------------------------------------ |
| | Villem-Henrik Koitmaa | Thủ môn | Dimitar Dimitrov Nikola Nikolov | Trọng tài: Dean Smith Trọng tài biên: Māris Locāns Jacques Riisom-Birker |
| \| Kuznetsov (Fedoruk, Võrang) – 01:16 \| 1–0 \| \| \| Rooba – 03:14 \| 2–0 \| \| \| Titarenko (Rooba, Gornostajev) – 06:15 \| 3–0 \| \| \| Sinikas (Titarenko, Rooba) – 06:39 \| 4–0 \| \| \| Arrak (Kerna) – 08:57 \| 5–0 \| \| \| Auksi (Võrang, Kuznetsov) – 10:43 \| 6–0 \| \| \| Rooba (Titarenko, Gornostajev) – 13:19 \| 7–0 \| \| \| Arrak (Kozõrev) – 16:11 \| 8–0 \| \| \| Titarenko (Sildre, Rooba) – 17:00 \| 9–0 \| \| \| Arrak (Teppan) – 19:18 \| 10–0 \| \| \| Kozõrev (Rõbuškin, Lahesalu) – 24:07 \| 11–0 \| \| \| Rooba (Gornostajev) – 24:51 \| 12–0 \| \| \| Arrak (Teppan) – 27:22 \| 13–0 \| \| \| Titarenko (Rooba, Sinikas) – 27:35 \| 14–0 \| \| \| Gornostajev (Kerna, Minin) – 31:51 \| 15–0 \| \| \| Rooba (Rõbuškin, Titarenko) – 34:33 \| 16–0 \| \| \| Teppan (Kerna, Kozõrev) (PP) – 36:54 \| 17–0 \| \| \| Sorokin (Minin, Kerna) – 37:04 \| 18–0 \| \| \| Rooba (Titarenko) – 40:40 \| 19–0 \| \| \| Titarenko (Gornostajev, Rooba) – 43:38 \| 20–0 \| \| \| Titarenko (Rooba, Minin) – 47:14 \| 21–0 \| \| \| Võrang (Kuznetsov) (PP) – 53:13 \| 22–0 \| \| \| Russ (Kerna, Sorokin) – 53:48 \| 23–0 \| \| \| Russ (Sorokin, Sinikas) – 54:09 \| 24–0 \| \| \| Arrak (Kozõrev, Lahesalu) – 54:43 \| 25–0 \| \| \| Kuznetsov (Fedoruk, Võrang) – 59:43 \| 26–0 \| \| |                       |         |                                 | Trọng tài: Dean Smith Trọng tài biên: Māris Locāns Jacques Riisom-Birker |
| 2 phút | Số phút bị phạt       | 6 phút  |                                 | Trọng tài: Dean Smith Trọng tài biên: Māris Locāns Jacques Riisom-Birker |
| 102 | Số cú đánh            | 9       |                                 | Trọng tài: Dean Smith Trọng tài biên: Māris Locāns Jacques Riisom-Birker |
| Kuznetsov (Fedoruk, Võrang) – 01:16 | 1–0                   |         |                                 | Trọng tài: Dean Smith Trọng tài biên: Māris Locāns Jacques Riisom-Birker |
| Rooba – 03:14 | 2–0                   |         |                                 | Trọng tài: Dean Smith Trọng tài biên: Māris Locāns Jacques Riisom-Birker |
| Titarenko (Rooba, Gornostajev) – 06:15 | 3–0                   |         |                                 | Trọng tài: Dean Smith Trọng tài biên: Māris Locāns Jacques Riisom-Birker |
| Sinikas (Titarenko, Rooba) – 06:39 | 4–0                   |         |                                 |                                                                          |
| Arrak (Kerna) – 08:57 | 5–0                   |         |                                 |                                                                          |
| Auksi (Võrang, Kuznetsov) – 10:43 | 6–0                   |         |                                 |                                                                          |
| Rooba (Titarenko, Gornostajev) – 13:19 | 7–0                   |         |                                 |                                                                          |
| Arrak (Kozõrev) – 16:11 | 8–0                   |         |                                 |                                                                          |
| Titarenko (Sildre, Rooba) – 17:00 | 9–0                   |         |                                 |                                                                          |
| Arrak (Teppan) – 19:18 | 10–0                  |         |                                 |                                                                          |
| Kozõrev (Rõbuškin, Lahesalu) – 24:07 | 11–0                  |         |                                 |                                                                          |
| Rooba (Gornostajev) – 24:51 | 12–0                  |         |                                 |                                                                          |
| Arrak (Teppan) – 27:22 | 13–0                  |         |                                 |                                                                          |
| Titarenko (Rooba, Sinikas) – 27:35 | 14–0                  |         |                                 |                                                                          |
| Gornostajev (Kerna, Minin) – 31:51 | 15–0                  |         |                                 |                                                                          |
| Rooba (Rõbuškin, Titarenko) – 34:33 | 16–0                  |         |                                 |                                                                          |
| Teppan (Kerna, Kozõrev) (PP) – 36:54 | 17–0                  |         |                                 |                                                                          |
| Sorokin (Minin, Kerna) – 37:04 | 18–0                  |         |                                 |                                                                          |
| Rooba (Titarenko) – 40:40 | 19–0                  |         |                                 |                                                                          |
| Titarenko (Gornostajev, Rooba) – 43:38 | 20–0                  |         |                                 |                                                                          |
| Titarenko (Rooba, Minin) – 47:14 | 21–0                  |         |                                 |                                                                          |
| Võrang (Kuznetsov) (PP) – 53:13 | 22–0                  |         |                                 |                                                                          |
| Russ (Kerna, Sorokin) – 53:48 | 23–0                  |         |                                 |                                                                          |
| Russ (Sorokin, Sinikas) – 54:09 | 24–0                  |         |                                 |                                                                          |
| Arrak (Kozõrev, Lahesalu) – 54:43 | 25–0                  |         |                                 |                                                                          |
| Kuznetsov (Fedoruk, Võrang) – 59:43 | 26–0                  |         |                                 |                                                                          |

| 8 tháng 11 năm 2015 13:00 | Bulgaria | 2–5 (1–0, 0–1, 1–4) | Israel | Tallinn Arena, Tallinn Số khán giả: 205 |

| Nguồn | Nguồn            | Nguồn                               | Nguồn          | Nguồn                                                          |
| --- | ---------------- | ----------------------------------- | -------------- | -------------------------------------------------------------- |
| | Dimitar Dimitrov | Thủ môn                             | Maxim Gokhberg | Trọng tài: Stian Halm Trọng tài biên: Māris Locāns Toivo Tilku |
| \| Boyadjiev (SH) – 17:42 \| 1–0 \| \| \| \| 1–1 \| 24:47 – Spektor \| \| Hristov – 45:09 \| 2–1 \| \| \| \| 2–2 \| 50:24 – Spektor (Kafri, Revniaga) \| \| \| 2–3 \| 55:07 – Aharonovich (Raiter) (SH) \| \| \| 2–4 \| 58:43 – Spektor (Aharonovich) (ENG) \| \| \| 2–5 \| 59:10 – Kafri (Sherf) \| |                  |                                     |                | Trọng tài: Stian Halm Trọng tài biên: Māris Locāns Toivo Tilku |
| 30 phút | Số phút bị phạt  | 20 phút                             |                | Trọng tài: Stian Halm Trọng tài biên: Māris Locāns Toivo Tilku |
| 30 | Số cú đánh       | 24                                  |                | Trọng tài: Stian Halm Trọng tài biên: Māris Locāns Toivo Tilku |
| Boyadjiev (SH) – 17:42 | 1–0              |                                     |                | Trọng tài: Stian Halm Trọng tài biên: Māris Locāns Toivo Tilku |
| | 1–1              | 24:47 – Spektor                     |                | Trọng tài: Stian Halm Trọng tài biên: Māris Locāns Toivo Tilku |
| Hristov – 45:09 | 2–1              |                                     |                | Trọng tài: Stian Halm Trọng tài biên: Māris Locāns Toivo Tilku |
| | 2–2              | 50:24 – Spektor (Kafri, Revniaga)   |                |                                                                |
| | 2–3              | 55:07 – Aharonovich (Raiter) (SH)   |                |                                                                |
| | 2–4              | 58:43 – Spektor (Aharonovich) (ENG) |                |                                                                |
| | 2–5              | 59:10 – Kafri (Sherf)               |                |                                                                |

| 8 tháng 11 năm 2015 17:00 | Estonia | 13–3 (3–1, 3–2, 7–0) | México | Tallinn Arena, Tallinn Số khán giả: 1.150 |

| Nguồn | Nguồn           | Nguồn                             | Nguồn           | Nguồn                                                                      |
| --- | --------------- | --------------------------------- | --------------- | -------------------------------------------------------------------------- |
| | Roman Šumihhin  | Thủ môn                           | Alfonso de Alba | Trọng tài: Lassi Heikkinen Trọng tài biên: Anže Bergant Óli Þór Gunnarsson |
| \| \| 0–1 \| 10:29 – Martínez (Gómez) (SH) \| \| Fedoruk (Kuznetsov, Minin) – 12:22 \| 1–1 \| \| \| Lukats (Lahesalu) – 13:05 \| 2–1 \| \| \| Võrang (Kuznetsov, Lahesalu) – 14:57 \| 3–1 \| \| \| Rooba (Lahesalu) (PP) – 22:24 \| 4–1 \| \| \| Rooba (Gornostajev) – 28:09 \| 5–1 \| \| \| \| 5–2 \| 30:39 – Arroyo (Gómez, Martínez) \| \| Rooba (Gornostajev, Titarenko) – 32:04 \| 6–2 \| \| \| \| 6–3 \| 39:45 – Chabat (Ugarte, González) \| \| Sorokin (Minin, Lukats) (EA) – 43:09 \| 7–3 \| \| \| Arrak (Kozorev, Robushkin) – 48:15 \| 8–3 \| \| \| Gornostajev (Rooba, Sildre) – 48:31 \| 9–3 \| \| \| Minin (Titarenko, Gornostajev) – 49:23 \| 10–3 \| \| \| Sorokin (Lukats) (EA) – 51:08 \| 11–3 \| \| \| Teppan (Kozorev, Minin) – 51:35 \| 12–3 \| \| \| Minin (Rooba) – 56:04 \| 13–3 \| \| |                 |                                   |                 | Trọng tài: Lassi Heikkinen Trọng tài biên: Anže Bergant Óli Þór Gunnarsson |
| 8 phút | Số phút bị phạt | 8 phút                            |                 | Trọng tài: Lassi Heikkinen Trọng tài biên: Anže Bergant Óli Þór Gunnarsson |
| 58 | Số cú đánh      | 10                                |                 | Trọng tài: Lassi Heikkinen Trọng tài biên: Anže Bergant Óli Þór Gunnarsson |
| | 0–1             | 10:29 – Martínez (Gómez) (SH)     |                 | Trọng tài: Lassi Heikkinen Trọng tài biên: Anže Bergant Óli Þór Gunnarsson |
| Fedoruk (Kuznetsov, Minin) – 12:22 | 1–1             |                                   |                 | Trọng tài: Lassi Heikkinen Trọng tài biên: Anže Bergant Óli Þór Gunnarsson |
| Lukats (Lahesalu) – 13:05 | 2–1             |                                   |                 | Trọng tài: Lassi Heikkinen Trọng tài biên: Anže Bergant Óli Þór Gunnarsson |
| Võrang (Kuznetsov, Lahesalu) – 14:57 | 3–1             |                                   |                 |                                                                            |
| Rooba (Lahesalu) (PP) – 22:24 | 4–1             |                                   |                 |                                                                            |
| Rooba (Gornostajev) – 28:09 | 5–1             |                                   |                 |                                                                            |
| | 5–2             | 30:39 – Arroyo (Gómez, Martínez)  |                 |                                                                            |
| Rooba (Gornostajev, Titarenko) – 32:04 | 6–2             |                                   |                 |                                                                            |
| | 6–3             | 39:45 – Chabat (Ugarte, González) |                 |                                                                            |
| Sorokin (Minin, Lukats) (EA) – 43:09 | 7–3             |                                   |                 |                                                                            |
| Arrak (Kozorev, Robushkin) – 48:15 | 8–3             |                                   |                 |                                                                            |
| Gornostajev (Rooba, Sildre) – 48:31 | 9–3             |                                   |                 |                                                                            |
| Minin (Titarenko, Gornostajev) – 49:23 | 10–3            |                                   |                 |                                                                            |
| Sorokin (Lukats) (EA) – 51:08 | 11–3            |                                   |                 |                                                                            |
| Teppan (Kozorev, Minin) – 51:35 | 12–3            |                                   |                 |                                                                            |
| Minin (Rooba) – 56:04 | 13–3            |                                   |                 |                                                                            |

### Bảng L
Các trận đấu diễn ra ở Valdemoro, Tây Ban Nha.
| VT | Đội             | Tr | T | THP | BHP | B | BT | BB | BHS | Đ | Giành quyền tham dự |
| -- | --------------- | -- | - | --- | --- | - | -- | -- | --- | - | ------------------- |
| 1  | Serbia          | 3  | 2 | 1   | 0   | 0 | 15 | 8  | +7  | 8 | Vòng sơ loại 2      |
| 2  | Tây Ban Nha (H) | 3  | 2 | 0   | 0   | 1 | 18 | 9  | +9  | 6 |                     |
| 3  | Iceland         | 3  | 1 | 0   | 1   | 1 | 18 | 13 | +5  | 4 |                     |
| 4  | Trung Quốc      | 3  | 0 | 0   | 0   | 3 | 5  | 26 | −21 | 0 |                     |

Giờ thi đấu là giờ địa phương (UTC+1).
| 6 tháng 11 năm 2015 16:00 | Iceland | 4–5 GWS (2–2, 0–1, 2–1) (OT 0–0) (SO: 0–1) | Serbia | Francisco Fernández Ochoa Arena, Valdemoro Số khán giả: 125 |

| Nguồn | Nguồn                | Nguồn                                           | Nguồn             | Nguồn                                                                 |
| --- | -------------------- | ----------------------------------------------- | ----------------- | --------------------------------------------------------------------- |
| | Snorri Sigurbergsson | Thủ môn                                         | Arsenije Ranković | Trọng tài: Damien Bliek Trọng tài biên: Tomáš Brejcha Gwilherm Margry |
| \| \| 0–1 \| 01:30 – Milovanović (Janković, Glavonjić) \| \| Bjarnason (PP) – 07:37 \| 1–1 \| \| \| \| 1–2 \| 16:01 – Vučurević (Glavonjić) \| \| Andrésson (Leifsson, B. Árnason) – 16:18 \| 2–2 \| \| \| \| 2–3 \| 37:25 – Filipović (Vučurević) \| \| Leifsson (PS) – 46:21 \| 3–3 \| \| \| \| 3–4 \| 47:24 – Milovanović (Brkušanin, Filipović) (PP) \| \| Björnsson (Alengaard) (SH) – 50:37 \| 4–4 \| \| |                      |                                                 |                   | Trọng tài: Damien Bliek Trọng tài biên: Tomáš Brejcha Gwilherm Margry |
| Sigurðarson Alengaard Leifsson | Luân lưu             | Janković Popravka Vučurević                     |                   | Trọng tài: Damien Bliek Trọng tài biên: Tomáš Brejcha Gwilherm Margry |
| 14 phút | Số phút bị phạt      | 12 phút                                         |                   | Trọng tài: Damien Bliek Trọng tài biên: Tomáš Brejcha Gwilherm Margry |
| 52 | Số cú đánh           | 30                                              |                   | Trọng tài: Damien Bliek Trọng tài biên: Tomáš Brejcha Gwilherm Margry |
| | 0–1                  | 01:30 – Milovanović (Janković, Glavonjić)       |                   | Trọng tài: Damien Bliek Trọng tài biên: Tomáš Brejcha Gwilherm Margry |
| Bjarnason (PP) – 07:37 | 1–1                  |                                                 |                   | Trọng tài: Damien Bliek Trọng tài biên: Tomáš Brejcha Gwilherm Margry |
| | 1–2                  | 16:01 – Vučurević (Glavonjić)                   |                   |                                                                       |
| Andrésson (Leifsson, B. Árnason) – 16:18 | 2–2                  |                                                 |                   |                                                                       |
| | 2–3                  | 37:25 – Filipović (Vučurević)                   |                   |                                                                       |
| Leifsson (PS) – 46:21 | 3–3                  |                                                 |                   |                                                                       |
| | 3–4                  | 47:24 – Milovanović (Brkušanin, Filipović) (PP) |                   |                                                                       |
| Björnsson (Alengaard) (SH) – 50:37 | 4–4                  |                                                 |                   |                                                                       |

| 6 tháng 11 năm 2015 19:30 | Tây Ban Nha | 10–1 (2–0, 6–1, 2–0) | Trung Quốc | Francisco Fernández Ochoa Arena, Valdemoro Số khán giả: 750 |

| Nguồn | Nguồn           | Nguồn            | Nguồn      | Nguồn                                                                  |
| --- | --------------- | ---------------- | ---------- | ---------------------------------------------------------------------- |
| | Ander Alcaine   | Thủ môn          | Liu Zhiwei | Trọng tài: Luka Kamšek Trọng tài biên: Andreas Kowert Martin Smeibidlo |
| \| Solózano (Carbonell, P. González) – 05:27 \| 1–0 \| \| \| Ubieto (A. García, Carbonell) – 06:26 \| 2–0 \| \| \| Anglés (A. Betran, García-Arias) – 22:59 \| 3–0 \| \| \| Puyuelo (G. Betran) – 23:31 \| 4–0 \| \| \| Carbonell (Fuentes, G. González)(PP) – 28:07 \| 5–0 \| \| \| \| 5–1 \| 29:01 – Xia (Qu) \| \| P. Muñoz(PP) – 31:33 \| 6–1 \| \| \| A. Vea (García-Arias) – 35:57 \| 7–1 \| \| \| Solórzano (P. González) – 36:50 \| 8–1 \| \| \| J. Muñoz (Palacin, Pedraz)(PP) – 47:13 \| 9–1 \| \| \| Fuentes (Palacin, G. González)(PP) – 55:03 \| 10–1 \| \| |                 |                  |            | Trọng tài: Luka Kamšek Trọng tài biên: Andreas Kowert Martin Smeibidlo |
| 8 phút | Số phút bị phạt | 18 phút          |            | Trọng tài: Luka Kamšek Trọng tài biên: Andreas Kowert Martin Smeibidlo |
| 56 | Số cú đánh      | 11               |            | Trọng tài: Luka Kamšek Trọng tài biên: Andreas Kowert Martin Smeibidlo |
| Solózano (Carbonell, P. González) – 05:27 | 1–0             |                  |            | Trọng tài: Luka Kamšek Trọng tài biên: Andreas Kowert Martin Smeibidlo |
| Ubieto (A. García, Carbonell) – 06:26 | 2–0             |                  |            | Trọng tài: Luka Kamšek Trọng tài biên: Andreas Kowert Martin Smeibidlo |
| Anglés (A. Betran, García-Arias) – 22:59 | 3–0             |                  |            | Trọng tài: Luka Kamšek Trọng tài biên: Andreas Kowert Martin Smeibidlo |
| Puyuelo (G. Betran) – 23:31 | 4–0             |                  |            |                                                                        |
| Carbonell (Fuentes, G. González)(PP) – 28:07 | 5–0             |                  |            |                                                                        |
| | 5–1             | 29:01 – Xia (Qu) |            |                                                                        |
| P. Muñoz(PP) – 31:33 | 6–1             |                  |            |                                                                        |
| A. Vea (García-Arias) – 35:57 | 7–1             |                  |            |                                                                        |
| Solórzano (P. González) – 36:50 | 8–1             |                  |            |                                                                        |
| J. Muñoz (Palacin, Pedraz)(PP) – 47:13 | 9–1             |                  |            |                                                                        |
| Fuentes (Palacin, G. González)(PP) – 55:03 | 10–1            |                  |            |                                                                        |

| 7 tháng 11 năm 2015 16:00 | Serbia | 5–1 (4–0, 1–1, 0–0) | Trung Quốc | Francisco Fernández Ochoa Arena, Valdemoro Số khán giả: 120 |

| Nguồn | Nguồn                              | Nguồn                 | Nguồn      | Nguồn                                                                 |
| --- | ---------------------------------- | --------------------- | ---------- | --------------------------------------------------------------------- |
| | Arsenije Ranković Petar Stepanović | Thủ môn               | Liu Zhiwei | Trọng tài: Luka Kamšek Trọng tài biên: Tomáš Brejcha Martin Smeibidlo |
| \| Milovanović (Janković) – 04:21 \| 1–0 \| \| \| Luković (Glavonjić, Janković) – 11:25 \| 2–0 \| \| \| Popravka (Filipović, Vučurević) – 13:58 \| 3–0 \| \| \| Raković (P. Novaković, Ristić) – 19:57 \| 4–0 \| \| \| \| 4–1 \| 24:06 – Yang (Liu Q.) \| \| Popravka (Filipović, Vučurević) – 24:18 \| 5–1 \| \| |                                    |                       |            | Trọng tài: Luka Kamšek Trọng tài biên: Tomáš Brejcha Martin Smeibidlo |
| 0 phút | Số phút bị phạt                    | 16 phút               |            | Trọng tài: Luka Kamšek Trọng tài biên: Tomáš Brejcha Martin Smeibidlo |
| 48 | Số cú đánh                         | 18                    |            | Trọng tài: Luka Kamšek Trọng tài biên: Tomáš Brejcha Martin Smeibidlo |
| Milovanović (Janković) – 04:21 | 1–0                                |                       |            | Trọng tài: Luka Kamšek Trọng tài biên: Tomáš Brejcha Martin Smeibidlo |
| Luković (Glavonjić, Janković) – 11:25 | 2–0                                |                       |            | Trọng tài: Luka Kamšek Trọng tài biên: Tomáš Brejcha Martin Smeibidlo |
| Popravka (Filipović, Vučurević) – 13:58 | 3–0                                |                       |            | Trọng tài: Luka Kamšek Trọng tài biên: Tomáš Brejcha Martin Smeibidlo |
| Raković (P. Novaković, Ristić) – 19:57 | 4–0                                |                       |            |                                                                       |
| | 4–1                                | 24:06 – Yang (Liu Q.) |            |                                                                       |
| Popravka (Filipović, Vučurević) – 24:18 | 5–1                                |                       |            |                                                                       |

| 7 tháng 11 năm 2015 19:30 | Tây Ban Nha | 5–3 (2–1, 2–1, 1–1) | Iceland | Francisco Fernández Ochoa Arena, Valdemoro Số khán giả: 850 |

| Nguồn | Nguồn           | Nguồn                                     | Nguồn                | Nguồn                                                                        |
| --- | --------------- | ----------------------------------------- | -------------------- | ---------------------------------------------------------------------------- |
| | Ander Alcaine   | Thủ môn                                   | Snorri Sigurbergsson | Trọng tài: Andrea Moschen Trọng tài biên: Andreas Kowert Federico Stefenelli |
| \| \| 0–1 \| 03:34 – Mikaelsson (Bergmann, B. Árnason) \| \| P. Muñoz (G. González, Fuentes) – 10:27 \| 1–1 \| \| \| A. García (Pedraz) – 14:35 \| 2–1 \| \| \| \| 2–2 \| 21:47 – Guðnason (Pálsson) \| \| Pedraz (A. García, Fuentes) – 24:41 \| 3–2 \| \| \| P. González (Solózano, Fuentes) – 36:09 \| 4–2 \| \| \| \| 4–3 \| 48:02 – Leifsson (I. Árnason, Ingason) \| \| G. González (Solórzano) (PP) – 54:15 \| 5–3 \| \| |                 |                                           |                      | Trọng tài: Andrea Moschen Trọng tài biên: Andreas Kowert Federico Stefenelli |
| 10 phút | Số phút bị phạt | 6 phút                                    |                      | Trọng tài: Andrea Moschen Trọng tài biên: Andreas Kowert Federico Stefenelli |
| 39 | Số cú đánh      | 29                                        |                      | Trọng tài: Andrea Moschen Trọng tài biên: Andreas Kowert Federico Stefenelli |
| | 0–1             | 03:34 – Mikaelsson (Bergmann, B. Árnason) |                      | Trọng tài: Andrea Moschen Trọng tài biên: Andreas Kowert Federico Stefenelli |
| P. Muñoz (G. González, Fuentes) – 10:27 | 1–1             |                                           |                      | Trọng tài: Andrea Moschen Trọng tài biên: Andreas Kowert Federico Stefenelli |
| A. García (Pedraz) – 14:35 | 2–1             |                                           |                      | Trọng tài: Andrea Moschen Trọng tài biên: Andreas Kowert Federico Stefenelli |
| | 2–2             | 21:47 – Guðnason (Pálsson)                |                      |                                                                              |
| Pedraz (A. García, Fuentes) – 24:41 | 3–2             |                                           |                      |                                                                              |
| P. González (Solózano, Fuentes) – 36:09 | 4–2             |                                           |                      |                                                                              |
| | 4–3             | 48:02 – Leifsson (I. Árnason, Ingason)    |                      |                                                                              |
| G. González (Solórzano) (PP) – 54:15 | 5–3             |                                           |                      |                                                                              |

| 8 tháng 11 năm 2015 16:00 | Trung Quốc | 3–11 (0–7, 1–2, 2–2) | Iceland | Francisco Fernández Ochoa Arena, Valdemoro Số khán giả: 150 |

| Nguồn | Nguồn                    | Nguồn                                         | Nguồn         | Nguồn                                                                         |
| --- | ------------------------ | --------------------------------------------- | ------------- | ----------------------------------------------------------------------------- |
| | Liu Zhiwei Xia Shengrong | Thủ môn                                       | Omar Skulason | Trọng tài: Andrea Moschen Trọng tài biên: Gwilherm Margry Federico Stefenelli |
| \| \| 0–1 \| 01:44 – Hedström (Leifsson, Bjarnason) \| \| \| 0–2 \| 07:40 – I. Árnason (Mikaelsson) \| \| \| 0–3 \| 08:48 – Pálsson (I. Árnason, Mikaelsson) \| \| \| 0–4 \| 13:56 – I. Árnason (Gíslason, Leifsson) (PP2) \| \| \| 0–5 \| 14:37 – Hedström (Alengaard, Leifsson) (PP2) \| \| \| 0–6 \| 15:32 – Pálsson (Mikaelsson, Leifsson) (PP) \| \| \| 0–7 \| 15:54 – Helgason (þormóðsson, Andrésson) \| \| \| 0–8 \| 33:08 – Maack (Mikaelsson) \| \| \| 0–9 \| 34:02 – Hedström (Björnsson) \| \| Bao (Guan, Yang) – 35:31 \| 1–9 \| \| \| \| 1–10 \| 42:24 – Hedström (Alengaard) \| \| Liu L. (Hu, Xia T.) (PP) – 51:57 \| 2–10 \| \| \| \| 2–11 \| 52:39 – Hedström (Björnsson, I. Árnason) \| \| Hu (Liu L.) (SH) – 59:36 \| 3–11 \| \| |                          |                                               |               | Trọng tài: Andrea Moschen Trọng tài biên: Gwilherm Margry Federico Stefenelli |
| 16 phút | Số phút bị phạt          | 10 phút                                       |               | Trọng tài: Andrea Moschen Trọng tài biên: Gwilherm Margry Federico Stefenelli |
| 22 | Số cú đánh               | 46                                            |               | Trọng tài: Andrea Moschen Trọng tài biên: Gwilherm Margry Federico Stefenelli |
| | 0–1                      | 01:44 – Hedström (Leifsson, Bjarnason)        |               | Trọng tài: Andrea Moschen Trọng tài biên: Gwilherm Margry Federico Stefenelli |
| | 0–2                      | 07:40 – I. Árnason (Mikaelsson)               |               | Trọng tài: Andrea Moschen Trọng tài biên: Gwilherm Margry Federico Stefenelli |
| | 0–3                      | 08:48 – Pálsson (I. Árnason, Mikaelsson)      |               | Trọng tài: Andrea Moschen Trọng tài biên: Gwilherm Margry Federico Stefenelli |
| | 0–4                      | 13:56 – I. Árnason (Gíslason, Leifsson) (PP2) |               |                                                                               |
| | 0–5                      | 14:37 – Hedström (Alengaard, Leifsson) (PP2)  |               |                                                                               |
| | 0–6                      | 15:32 – Pálsson (Mikaelsson, Leifsson) (PP)   |               |                                                                               |
| | 0–7                      | 15:54 – Helgason (þormóðsson, Andrésson)      |               |                                                                               |
| | 0–8                      | 33:08 – Maack (Mikaelsson)                    |               |                                                                               |
| | 0–9                      | 34:02 – Hedström (Björnsson)                  |               |                                                                               |
| Bao (Guan, Yang) – 35:31 | 1–9                      |                                               |               |                                                                               |
| | 1–10                     | 42:24 – Hedström (Alengaard)                  |               |                                                                               |
| Liu L. (Hu, Xia T.) (PP) – 51:57 | 2–10                     |                                               |               |                                                                               |
| | 2–11                     | 52:39 – Hedström (Björnsson, I. Árnason)      |               |                                                                               |
| Hu (Liu L.) (SH) – 59:36 | 3–11                     |                                               |               |                                                                               |

| 8 tháng 11 năm 2015 20:00 | Serbia | 5–3 (0–2, 2–0, 3–1) | Tây Ban Nha | Francisco Fernández Ochoa Arena, Valdemoro Số khán giả: 950 |

| Nguồn | Nguồn             | Nguồn                                   | Nguồn         | Nguồn                                                                   |
| --- | ----------------- | --------------------------------------- | ------------- | ----------------------------------------------------------------------- |
| | Arsenije Ranković | Thủ môn                                 | Ander Alcaine | Trọng tài: Damien Bliek Trọng tài biên: Andreas Kowert Martin Smeibidlo |
| \| \| 0–1 \| 11:51 – G. Betran (Alcaine) (PP) \| \| \| 0–2 \| 17:48 – Fuentes (Solózano, G. González) \| \| Filipović (U. Novaković, Vučurević) – 27:29 \| 1–2 \| \| \| Filipović (Vučurević, U. Novaković) – 36:31 \| 2–2 \| \| \| Popravka (Filipović) – 44:56 \| 3–2 \| \| \| \| 3–3 \| 50:27 – Pedraz (Ubieto, Fuentes) \| \| Milovanović (Brkušanin) – 57:26 \| 4–3 \| \| \| Brkušanin (SH, ENG) – 59:41 \| 5–3 \| \| |                   |                                         |               | Trọng tài: Damien Bliek Trọng tài biên: Andreas Kowert Martin Smeibidlo |
| 18 phút | Số phút bị phạt   | 8 phút                                  |               | Trọng tài: Damien Bliek Trọng tài biên: Andreas Kowert Martin Smeibidlo |
| 29 | Số cú đánh        | 39                                      |               | Trọng tài: Damien Bliek Trọng tài biên: Andreas Kowert Martin Smeibidlo |
| | 0–1               | 11:51 – G. Betran (Alcaine) (PP)        |               | Trọng tài: Damien Bliek Trọng tài biên: Andreas Kowert Martin Smeibidlo |
| | 0–2               | 17:48 – Fuentes (Solózano, G. González) |               | Trọng tài: Damien Bliek Trọng tài biên: Andreas Kowert Martin Smeibidlo |
| Filipović (U. Novaković, Vučurević) – 27:29 | 1–2               |                                         |               | Trọng tài: Damien Bliek Trọng tài biên: Andreas Kowert Martin Smeibidlo |
| Filipović (Vučurević, U. Novaković) – 36:31 | 2–2               |                                         |               |                                                                         |
| Popravka (Filipović) – 44:56 | 3–2               |                                         |               |                                                                         |
| | 3–3               | 50:27 – Pedraz (Ubieto, Fuentes)        |               |                                                                         |
| Milovanović (Brkušanin) – 57:26 | 4–3               |                                         |               |                                                                         |
| Brkušanin (SH, ENG) – 59:41 | 5–3               |                                         |               |                                                                         |

## Vòng sơ loại 2
Các đội hạt giống thứ 18, 19 và 20 là chủ nhà của các bảng đấu. Các đội đầu mỗi bảng tiến vào vòng loại chung kết.

### Bảng G
Các trận đấu diễn ra ở Cortina.
| VT | Đội      | Tr | T | THP | BHP | B | BT | BB | BHS | Đ | Giành quyền tham dự |
| -- | -------- | -- | - | --- | --- | - | -- | -- | --- | - | ------------------- |
| 1  | Ý (H)    | 3  | 3 | 0   | 0   | 0 | 18 | 4  | +14 | 9 | Vòng loại chung kết |
| 2  | Anh Quốc | 3  | 2 | 0   | 0   | 1 | 14 | 13 | +1  | 6 |                     |
| 3  | Hà Lan   | 3  | 1 | 0   | 0   | 2 | 14 | 13 | +1  | 3 |                     |
| 4  | Serbia   | 3  | 0 | 0   | 0   | 3 | 5  | 21 | −16 | 0 |                     |

Giờ thi đấu là giờ địa phương (UTC+1).
| 11 tháng 2 năm 2016 17:00 | Anh Quốc | 6–5 (2–1, 2–2, 2–2) | Hà Lan | Stadio Olympica, Cortina d'Ampezzo Số khán giả: 302 |

| Nguồn | Nguồn           | Nguồn                                        | Nguồn              | Nguồn                                                                                   |
| --- | --------------- | -------------------------------------------- | ------------------ | --------------------------------------------------------------------------------------- |
| | Ben Bowns       | Thủ môn                                      | Martijn Oosterwijk | Trọng tài: Marcus Brill Andreas Harnebring Trọng tài biên: Matthias Cristeli Simon Wust |
| \| \| 0–1 \| 02:57 – Wurm (M. Bruijsten, Nagtzaam) (PP) \| \| Cowley (O'Connor, D. Phillips) – 03:35 \| 1–1 \| \| \| Phillips (O'Connor, Boxill) – 17:12 \| 2–1 \| \| \| O'Connor – 28:23 \| 3–1 \| \| \| \| 3–2 \| 33:06 – K. Bruijsten (Oosterveld) \| \| \| 3–3 \| 34:01 – Brekelmans (Dalhuisen, Wurm) \| \| Tait (Lee) – 36:01 \| 4–3 \| \| \| \| 4–4 \| 43:22 – M. Bruijsten (Dalhuisen, Hagemeijer) \| \| Shields (Lee, Richardson) – 49:17 \| 5–4 \| \| \| \| 5–5 \| 51:08 – Hagemeijer (Nagtzaam) \| \| Richardson (J. Phillips, Peacock) – 55:48 \| 6–5 \| \| |                 |                                              |                    | Trọng tài: Marcus Brill Andreas Harnebring Trọng tài biên: Matthias Cristeli Simon Wust |
| 14 phút | Số phút bị phạt | 10 phút                                      |                    | Trọng tài: Marcus Brill Andreas Harnebring Trọng tài biên: Matthias Cristeli Simon Wust |
| 35 | Số cú đánh      | 33                                           |                    | Trọng tài: Marcus Brill Andreas Harnebring Trọng tài biên: Matthias Cristeli Simon Wust |
| | 0–1             | 02:57 – Wurm (M. Bruijsten, Nagtzaam) (PP)   |                    | Trọng tài: Marcus Brill Andreas Harnebring Trọng tài biên: Matthias Cristeli Simon Wust |
| Cowley (O'Connor, D. Phillips) – 03:35 | 1–1             |                                              |                    | Trọng tài: Marcus Brill Andreas Harnebring Trọng tài biên: Matthias Cristeli Simon Wust |
| Phillips (O'Connor, Boxill) – 17:12 | 2–1             |                                              |                    | Trọng tài: Marcus Brill Andreas Harnebring Trọng tài biên: Matthias Cristeli Simon Wust |
| O'Connor – 28:23 | 3–1             |                                              |                    |                                                                                         |
| | 3–2             | 33:06 – K. Bruijsten (Oosterveld)            |                    |                                                                                         |
| | 3–3             | 34:01 – Brekelmans (Dalhuisen, Wurm)         |                    |                                                                                         |
| Tait (Lee) – 36:01 | 4–3             |                                              |                    |                                                                                         |
| | 4–4             | 43:22 – M. Bruijsten (Dalhuisen, Hagemeijer) |                    |                                                                                         |
| Shields (Lee, Richardson) – 49:17 | 5–4             |                                              |                    |                                                                                         |
| | 5–5             | 51:08 – Hagemeijer (Nagtzaam)                |                    |                                                                                         |
| Richardson (J. Phillips, Peacock) – 55:48 | 6–5             |                                              |                    |                                                                                         |

| 11 tháng 2 năm 2016 20:45 | Ý | 8–0 (3–0, 3–0, 2–0) | Serbia | Stadio Olympica, Cortina d'Ampezzo Số khán giả: 814 |

| Nguồn | Nguồn           | Nguồn   | Nguồn             | Nguồn                                                                                            |
| --- | --------------- | ------- | ----------------- | ------------------------------------------------------------------------------------------------ |
| | Andreas Bernard | Thủ môn | Arsenije Ranković | Trọng tài: Petri Lindqvist Ladislav Smetana Trọng tài biên: Grega Markizeti Wojciech Moszczyński |
| \| Marchetti (Devergilio, Gander) – 01:00 \| 1–0 \| \| \| Plastino (Insam) – 12:46 \| 2–0 \| \| \| Devergilio (Zanette, Larkin) – 16:40 \| 3–0 \| \| \| Frank (Andergassen, Helfer) – 32:59 \| 4–0 \| \| \| Gander (Marchetti, Zanette) – 35:31 \| 5–0 \| \| \| Egger (Ant. Bernard, Ramoser) (PP) – 36:30 \| 6–0 \| \| \| D. Kostner – 42:54 \| 7–0 \| \| \| Plastino – 51:58 \| 8–0 \| \| |                 |         |                   | Trọng tài: Petri Lindqvist Ladislav Smetana Trọng tài biên: Grega Markizeti Wojciech Moszczyński |
| 2 phút | Số phút bị phạt | 14 phút |                   | Trọng tài: Petri Lindqvist Ladislav Smetana Trọng tài biên: Grega Markizeti Wojciech Moszczyński |
| 70 | Số cú đánh      | 4       |                   | Trọng tài: Petri Lindqvist Ladislav Smetana Trọng tài biên: Grega Markizeti Wojciech Moszczyński |
| Marchetti (Devergilio, Gander) – 01:00 | 1–0             |         |                   | Trọng tài: Petri Lindqvist Ladislav Smetana Trọng tài biên: Grega Markizeti Wojciech Moszczyński |
| Plastino (Insam) – 12:46 | 2–0             |         |                   | Trọng tài: Petri Lindqvist Ladislav Smetana Trọng tài biên: Grega Markizeti Wojciech Moszczyński |
| Devergilio (Zanette, Larkin) – 16:40 | 3–0             |         |                   | Trọng tài: Petri Lindqvist Ladislav Smetana Trọng tài biên: Grega Markizeti Wojciech Moszczyński |
| Frank (Andergassen, Helfer) – 32:59 | 4–0             |         |                   |                                                                                                  |
| Gander (Marchetti, Zanette) – 35:31 | 5–0             |         |                   |                                                                                                  |
| Egger (Ant. Bernard, Ramoser) (PP) – 36:30 | 6–0             |         |                   |                                                                                                  |
| D. Kostner – 42:54 | 7–0             |         |                   |                                                                                                  |
| Plastino – 51:58 | 8–0             |         |                   |                                                                                                  |

| 13 tháng 2 năm 2016 17:00 | Anh Quốc | 6–2 (2–1, 2–1, 2–0) | Serbia | Stadio Olympica, Cortina d'Ampezzo Số khán giả: 489 |

| Nguồn | Nguồn           | Nguồn                                | Nguồn             | Nguồn                                                                                       |
| --- | --------------- | ------------------------------------ | ----------------- | ------------------------------------------------------------------------------------------- |
| | Steven Lyle     | Thủ môn                              | Arsenije Ranković | Trọng tài: Andreas Harnebring Ladislav Smetana Trọng tài biên: Matthias Cristeli Simon Wust |
| \| Shields (Swindlehurst) – 04:28 \| 1–0 \| \| \| \| 1–1 \| 08:03 – Raković (Zwick) \| \| Davies (Lachowicz) – 11:27 \| 2–1 \| \| \| \| 2–2 \| 25:44 – Bjelogrlić (Filipović) (PP2) \| \| Boxill (D. Phillips, Shields) – 29:50 \| 3–2 \| \| \| Clarke (Lee, Lachowicz) (PP2) – 35:27 \| 4–2 \| \| \| Clarke (Peacock, Shields) (PP) – 54:54 \| 5–2 \| \| \| Lachowicz (Myers) (SH) – 59:37 \| 6–2 \| \| |                 |                                      |                   | Trọng tài: Andreas Harnebring Ladislav Smetana Trọng tài biên: Matthias Cristeli Simon Wust |
| 12 phút | Số phút bị phạt | 16 phút                              |                   | Trọng tài: Andreas Harnebring Ladislav Smetana Trọng tài biên: Matthias Cristeli Simon Wust |
| 52 | Số cú đánh      | 16                                   |                   | Trọng tài: Andreas Harnebring Ladislav Smetana Trọng tài biên: Matthias Cristeli Simon Wust |
| Shields (Swindlehurst) – 04:28 | 1–0             |                                      |                   | Trọng tài: Andreas Harnebring Ladislav Smetana Trọng tài biên: Matthias Cristeli Simon Wust |
| | 1–1             | 08:03 – Raković (Zwick)              |                   | Trọng tài: Andreas Harnebring Ladislav Smetana Trọng tài biên: Matthias Cristeli Simon Wust |
| Davies (Lachowicz) – 11:27 | 2–1             |                                      |                   | Trọng tài: Andreas Harnebring Ladislav Smetana Trọng tài biên: Matthias Cristeli Simon Wust |
| | 2–2             | 25:44 – Bjelogrlić (Filipović) (PP2) |                   |                                                                                             |
| Boxill (D. Phillips, Shields) – 29:50 | 3–2             |                                      |                   |                                                                                             |
| Clarke (Lee, Lachowicz) (PP2) – 35:27 | 4–2             |                                      |                   |                                                                                             |
| Clarke (Peacock, Shields) (PP) – 54:54 | 5–2             |                                      |                   |                                                                                             |
| Lachowicz (Myers) (SH) – 59:37 | 6–2             |                                      |                   |                                                                                             |

| 13 tháng 2 năm 2016 20:45 | Hà Lan | 2–4 (1–2, 1–1, 0–1) | Ý | Stadio Olympica, Cortina d'Ampezzo Số khán giả: 862 |

| Nguồn | Nguồn              | Nguồn                                   | Nguồn          | Nguồn                                                                                    |
| --- | ------------------ | --------------------------------------- | -------------- | ---------------------------------------------------------------------------------------- |
| | Martijn Oosterwijk | Thủ môn                                 | Thomas Tragust | Trọng tài: Marcus Brill Petri Linqvist Trọng tài biên: Grega Markizeti Eduard Metalnikov |
| \| \| 0–1 \| 00:39 – Insam \| \| Marx (Dalhuisen) – 02:39 \| 1–1 \| \| \| \| 1–2 \| 09:55 – D. Kostner (S. Kostner, Helfer) \| \| Hagemeijer (M. Bruijsten) – 20:08 \| 2–2 \| \| \| \| 2–3 \| 33:11 – Devergilio (Helfer, Zanette) \| \| \| 2–4 \| 51:53 – Frigo (D. Kostner) \| |                    |                                         |                | Trọng tài: Marcus Brill Petri Linqvist Trọng tài biên: Grega Markizeti Eduard Metalnikov |
| 12 phút | Số phút bị phạt    | 8 phút                                  |                | Trọng tài: Marcus Brill Petri Linqvist Trọng tài biên: Grega Markizeti Eduard Metalnikov |
| 19 | Số cú đánh         | 32                                      |                | Trọng tài: Marcus Brill Petri Linqvist Trọng tài biên: Grega Markizeti Eduard Metalnikov |
| | 0–1                | 00:39 – Insam                           |                | Trọng tài: Marcus Brill Petri Linqvist Trọng tài biên: Grega Markizeti Eduard Metalnikov |
| Marx (Dalhuisen) – 02:39 | 1–1                |                                         |                | Trọng tài: Marcus Brill Petri Linqvist Trọng tài biên: Grega Markizeti Eduard Metalnikov |
| | 1–2                | 09:55 – D. Kostner (S. Kostner, Helfer) |                | Trọng tài: Marcus Brill Petri Linqvist Trọng tài biên: Grega Markizeti Eduard Metalnikov |
| Hagemeijer (M. Bruijsten) – 20:08 | 2–2                |                                         |                |                                                                                          |
| | 2–3                | 33:11 – Devergilio (Helfer, Zanette)    |                |                                                                                          |
| | 2–4                | 51:53 – Frigo (D. Kostner)              |                |                                                                                          |

| 14 tháng 2 năm 2016 17:00 | Serbia | 3–7 (0–2, 2–2, 1–3) | Hà Lan | Stadio Olympica, Cortina d'Ampezzo Số khán giả: 428 |

| Nguồn | Nguồn             | Nguồn                                      | Nguồn                                | Nguồn                                                                                           |
| --- | ----------------- | ------------------------------------------ | ------------------------------------ | ----------------------------------------------------------------------------------------------- |
| | Arsenije Ranković | Thủ môn                                    | Martijn Oosterwijk Ruud Leeuwesteijn | Trọng tài: Andreas Harnebring Petri Lindqvist Trọng tài biên: Matthias Cristeli Grega Markizeti |
| \| \| 0–1 \| 00:56 – M. Bruijsten (Nagtzaam) \| \| \| 0–2 \| 16:25 – M. Bruijsten (Collier, Nagtzaam) \| \| Dujmić – 24:59 \| 1–2 \| \| \| Vučurević (Popravko) – 29:59 \| 2–2 \| \| \| \| 2–3 \| 37:58 – Nagtzaam (M. Bruijsten) (PP) \| \| \| 2–4 \| 39:11 – Dalhuisen \| \| Filipović (Milovanović) (SH) – 54:58 \| 3–4 \| \| \| \| 3–5 \| 55:18 – Dalhuisen (Stempher) (PP) \| \| \| 3–6 \| 55:51 – Staats (Wurm, Brekelmans) \| \| \| 3–7 \| 57:19 – K. Bruijsten (Stempher, Dalhuisen) \| |                   |                                            |                                      | Trọng tài: Andreas Harnebring Petri Lindqvist Trọng tài biên: Matthias Cristeli Grega Markizeti |
| 8 phút | Số phút bị phạt   | 6 phút                                     |                                      | Trọng tài: Andreas Harnebring Petri Lindqvist Trọng tài biên: Matthias Cristeli Grega Markizeti |
| 23 | Số cú đánh        | 59                                         |                                      | Trọng tài: Andreas Harnebring Petri Lindqvist Trọng tài biên: Matthias Cristeli Grega Markizeti |
| | 0–1               | 00:56 – M. Bruijsten (Nagtzaam)            |                                      | Trọng tài: Andreas Harnebring Petri Lindqvist Trọng tài biên: Matthias Cristeli Grega Markizeti |
| | 0–2               | 16:25 – M. Bruijsten (Collier, Nagtzaam)   |                                      | Trọng tài: Andreas Harnebring Petri Lindqvist Trọng tài biên: Matthias Cristeli Grega Markizeti |
| Dujmić – 24:59 | 1–2               |                                            |                                      | Trọng tài: Andreas Harnebring Petri Lindqvist Trọng tài biên: Matthias Cristeli Grega Markizeti |
| Vučurević (Popravko) – 29:59 | 2–2               |                                            |                                      |                                                                                                 |
| | 2–3               | 37:58 – Nagtzaam (M. Bruijsten) (PP)       |                                      |                                                                                                 |
| | 2–4               | 39:11 – Dalhuisen                          |                                      |                                                                                                 |
| Filipović (Milovanović) (SH) – 54:58 | 3–4               |                                            |                                      |                                                                                                 |
| | 3–5               | 55:18 – Dalhuisen (Stempher) (PP)          |                                      |                                                                                                 |
| | 3–6               | 55:51 – Staats (Wurm, Brekelmans)          |                                      |                                                                                                 |
| | 3–7               | 57:19 – K. Bruijsten (Stempher, Dalhuisen) |                                      |                                                                                                 |

| 14 tháng 2 năm 2016 20:45 | Ý | 6–2 (3–0, 1–1, 2–1) | Anh Quốc | Stadio Olympica, Cortina d'Ampezzo Số khán giả: 781 |

| Nguồn | Nguồn           | Nguồn                                   | Nguồn     | Nguồn                                                                                           |
| --- | --------------- | --------------------------------------- | --------- | ----------------------------------------------------------------------------------------------- |
| | Andreas Bernard | Thủ môn                                 | Ben Bowns | Trọng tài: Marcus Brill Ladislav Smetana Trọng tài biên: Eduard Metalnikov Wojciech Moszczyński |
| \| Egger (Ramoser) (PP) – 08:15 \| 1–0 \| \| \| Ant. Bernard (Egger, Ramoser) (PP) – 10:05 \| 2–0 \| \| \| S. Kostner (Borgatello, Helfer) – 15:26 \| 3–0 \| \| \| Borgatello (Insam) – 35:56 \| 4–0 \| \| \| \| 4–1 \| 38:25 – Tait (D. Phillips, Lee) (PP) \| \| \| 4–2 \| 45:01 – Clarke (O'Connor, Shields) (PP) \| \| Gellert (Plastino) – 47:23 \| 5–2 \| \| \| Ramoser (Ant. Bernard, Insam) (ENG) – 59:26 \| 6–2 \| \| |                 |                                         |           | Trọng tài: Marcus Brill Ladislav Smetana Trọng tài biên: Eduard Metalnikov Wojciech Moszczyński |
| 14 phút | Số phút bị phạt | 22 phút                                 |           | Trọng tài: Marcus Brill Ladislav Smetana Trọng tài biên: Eduard Metalnikov Wojciech Moszczyński |
| 32 | Số cú đánh      | 27                                      |           | Trọng tài: Marcus Brill Ladislav Smetana Trọng tài biên: Eduard Metalnikov Wojciech Moszczyński |
| Egger (Ramoser) (PP) – 08:15 | 1–0             |                                         |           | Trọng tài: Marcus Brill Ladislav Smetana Trọng tài biên: Eduard Metalnikov Wojciech Moszczyński |
| Ant. Bernard (Egger, Ramoser) (PP) – 10:05 | 2–0             |                                         |           | Trọng tài: Marcus Brill Ladislav Smetana Trọng tài biên: Eduard Metalnikov Wojciech Moszczyński |
| S. Kostner (Borgatello, Helfer) – 15:26 | 3–0             |                                         |           | Trọng tài: Marcus Brill Ladislav Smetana Trọng tài biên: Eduard Metalnikov Wojciech Moszczyński |
| Borgatello (Insam) – 35:56 | 4–0             |                                         |           |                                                                                                 |
| | 4–1             | 38:25 – Tait (D. Phillips, Lee) (PP)    |           |                                                                                                 |
| | 4–2             | 45:01 – Clarke (O'Connor, Shields) (PP) |           |                                                                                                 |
| Gellert (Plastino) – 47:23 | 5–2             |                                         |           |                                                                                                 |
| Ramoser (Ant. Bernard, Insam) (ENG) – 59:26 | 6–2             |                                         |           |                                                                                                 |

### Bảng H
Các trận đấu diễn ra ở László Papp Budapest Sports Arena tại Budapest, Hungary.
| VT | Đội         | Tr | T | THP | BHP | B | BT | BB | BHS | Đ | Giành quyền tham dự |
| -- | ----------- | -- | - | --- | --- | - | -- | -- | --- | - | ------------------- |
| 1  | Ba Lan      | 3  | 2 | 1   | 0   | 0 | 16 | 3  | +13 | 8 | Vòng loại chung kết |
| 2  | Hungary (H) | 3  | 2 | 0   | 1   | 0 | 11 | 2  | +9  | 7 |                     |
| 3  | Estonia     | 3  | 1 | 0   | 0   | 2 | 7  | 14 | −7  | 3 |                     |
| 4  | Litva       | 3  | 0 | 0   | 0   | 3 | 2  | 17 | −15 | 0 |                     |

Giờ thi đấu là giờ địa phương (UTC+1).
| 11 tháng 2 năm 2016 16:00 | Ba Lan | 6–2 (3–0, 2–1, 1–1) | Estonia | László Papp Budapest Sports Arena, Budapest Số khán giả: 858 |

| Nguồn | Nguồn           | Nguồn                              | Nguồn          | Nguồn                                                                                    |
| --- | --------------- | ---------------------------------- | -------------- | ---------------------------------------------------------------------------------------- |
| | Kamil Kosowski  | Thủ môn                            | Roman Sumikhin | Trọng tài: Pavel Hodek Daniel Stricker Trọng tài biên: Botond Pálkövi Nikolaj Ponomarjow |
| \| Wronka (Bepierszcz) – 01:50 \| 1–0 \| \| \| Chmielewski (Pasiut, Łopuski) (PP) – 15:00 \| 2–0 \| \| \| Guzik (Wajda) – 18:53 \| 3–0 \| \| \| \| 3–1 \| 20:50 – Petrov (Makrov, Shvarogin) \| \| Bepierszcz (Dziubiński) – 21:41 \| 4–1 \| \| \| Kolusz (Malasiński) – 23:06 \| 5–1 \| \| \| \| 5–2 \| 43:08 – Petrov (Rooba) \| \| Rompkowski (Dziubiński, Chmielewski) – 45:33 \| 6–2 \| \| |                 |                                    |                | Trọng tài: Pavel Hodek Daniel Stricker Trọng tài biên: Botond Pálkövi Nikolaj Ponomarjow |
| 4 phút | Số phút bị phạt | 6 phút                             |                | Trọng tài: Pavel Hodek Daniel Stricker Trọng tài biên: Botond Pálkövi Nikolaj Ponomarjow |
| 64 | Số cú đánh      | 16                                 |                | Trọng tài: Pavel Hodek Daniel Stricker Trọng tài biên: Botond Pálkövi Nikolaj Ponomarjow |
| Wronka (Bepierszcz) – 01:50 | 1–0             |                                    |                | Trọng tài: Pavel Hodek Daniel Stricker Trọng tài biên: Botond Pálkövi Nikolaj Ponomarjow |
| Chmielewski (Pasiut, Łopuski) (PP) – 15:00 | 2–0             |                                    |                | Trọng tài: Pavel Hodek Daniel Stricker Trọng tài biên: Botond Pálkövi Nikolaj Ponomarjow |
| Guzik (Wajda) – 18:53 | 3–0             |                                    |                | Trọng tài: Pavel Hodek Daniel Stricker Trọng tài biên: Botond Pálkövi Nikolaj Ponomarjow |
| | 3–1             | 20:50 – Petrov (Makrov, Shvarogin) |                |                                                                                          |
| Bepierszcz (Dziubiński) – 21:41 | 4–1             |                                    |                |                                                                                          |
| Kolusz (Malasiński) – 23:06 | 5–1             |                                    |                |                                                                                          |
| | 5–2             | 43:08 – Petrov (Rooba)             |                |                                                                                          |
| Rompkowski (Dziubiński, Chmielewski) – 45:33 | 6–2             |                                    |                |                                                                                          |

| 11 tháng 2 năm 2016 19:30 | Litva | 0–4 (0–1, 0–1, 0–2) | Hungary | László Papp Budapest Sports Arena, Budapest Số khán giả: 7.110 |

| Nguồn | Nguồn           | Nguồn                                | Nguồn        | Nguồn                                                                               |
| --- | --------------- | ------------------------------------ | ------------ | ----------------------------------------------------------------------------------- |
| | Mantas Armalis  | Thủ môn                              | Miklós Rajna | Trọng tài: Michael Hicks Linus Öhlund Trọng tài biên: Remi Aasum Michael Hofstätter |
| \| \| 0–1 \| 14:25 – Galló (Benk, K. Nagy) \| \| \| 0–2 \| 27:43 – Hári (Bartalis) \| \| \| 0–3 \| 42:34 – Banham (Kóger, Sarauer) (PP) \| \| \| 0–4 \| 45:09 – Kiss (Sarauer) \| |                 |                                      |              | Trọng tài: Michael Hicks Linus Öhlund Trọng tài biên: Remi Aasum Michael Hofstätter |
| 8 phút | Số phút bị phạt | 8 phút                               |              | Trọng tài: Michael Hicks Linus Öhlund Trọng tài biên: Remi Aasum Michael Hofstätter |
| 19 | Số cú đánh      | 60                                   |              | Trọng tài: Michael Hicks Linus Öhlund Trọng tài biên: Remi Aasum Michael Hofstätter |
| | 0–1             | 14:25 – Galló (Benk, K. Nagy)        |              | Trọng tài: Michael Hicks Linus Öhlund Trọng tài biên: Remi Aasum Michael Hofstätter |
| | 0–2             | 27:43 – Hári (Bartalis)              |              | Trọng tài: Michael Hicks Linus Öhlund Trọng tài biên: Remi Aasum Michael Hofstätter |
| | 0–3             | 42:34 – Banham (Kóger, Sarauer) (PP) |              | Trọng tài: Michael Hicks Linus Öhlund Trọng tài biên: Remi Aasum Michael Hofstätter |
| | 0–4             | 45:09 – Kiss (Sarauer)               |              |                                                                                     |

| 12 tháng 2 năm 2016 14:30 | Ba Lan | 9–1 (2–0, 5–0, 2–1) | Litva | László Papp Budapest Sports Arena, Budapest Số khán giả: 640 |

| Nguồn | Nguồn              | Nguồn            | Nguồn                          | Nguồn                                                                                     |
| --- | ------------------ | ---------------- | ------------------------------ | ----------------------------------------------------------------------------------------- |
| | Przemysław Odrobny | Thủ môn          | Mantas Armalis Artur Pavliukov | Trọng tài: Linus Öhlund Daniel Stricker Trọng tài biên: Michael Hofstätter Botond Pálkövi |
| \| Chmielewski (Pasiut) – 15:01 \| 1–0 \| \| \| Chmielewski (Łopuski) – 17:26 \| 2–0 \| \| \| Zapala (Malasiński) – 20:35 \| 3–0 \| \| \| Urbanowicz (Dronia) – 23:12 \| 4–0 \| \| \| Dziubiński (Kotlorz) (PP) – 25:29 \| 5–0 \| \| \| Malasiński – 37:29 \| 6–0 \| \| \| Dziubinski (Pociecha, Wronka) (PP) – 39:42 \| 7–0 \| \| \| Zapala (Rompkowski, Kolusz) – 40:33 \| 8–0 \| \| \| Bepierszcz (Wronka, Kruczek) – 52:20 \| 9–0 \| \| \| \| 9–1 \| 55:05 – Bogdziul \| |                    |                  |                                | Trọng tài: Linus Öhlund Daniel Stricker Trọng tài biên: Michael Hofstätter Botond Pálkövi |
| 10 phút | Số phút bị phạt    | 10 phút          |                                | Trọng tài: Linus Öhlund Daniel Stricker Trọng tài biên: Michael Hofstätter Botond Pálkövi |
| 56 | Số cú đánh         | 39               |                                | Trọng tài: Linus Öhlund Daniel Stricker Trọng tài biên: Michael Hofstätter Botond Pálkövi |
| Chmielewski (Pasiut) – 15:01 | 1–0                |                  |                                | Trọng tài: Linus Öhlund Daniel Stricker Trọng tài biên: Michael Hofstätter Botond Pálkövi |
| Chmielewski (Łopuski) – 17:26 | 2–0                |                  |                                | Trọng tài: Linus Öhlund Daniel Stricker Trọng tài biên: Michael Hofstätter Botond Pálkövi |
| Zapala (Malasiński) – 20:35 | 3–0                |                  |                                | Trọng tài: Linus Öhlund Daniel Stricker Trọng tài biên: Michael Hofstätter Botond Pálkövi |
| Urbanowicz (Dronia) – 23:12 | 4–0                |                  |                                |                                                                                           |
| Dziubiński (Kotlorz) (PP) – 25:29 | 5–0                |                  |                                |                                                                                           |
| Malasiński – 37:29 | 6–0                |                  |                                |                                                                                           |
| Dziubinski (Pociecha, Wronka) (PP) – 39:42 | 7–0                |                  |                                |                                                                                           |
| Zapala (Rompkowski, Kolusz) – 40:33 | 8–0                |                  |                                |                                                                                           |
| Bepierszcz (Wronka, Kruczek) – 52:20 | 9–0                |                  |                                |                                                                                           |
| | 9–1                | 55:05 – Bogdziul |                                |                                                                                           |

| 12 tháng 2 năm 2016 18:00 | Hungary | 7–1 (2–0, 2–1, 3–0) | Estonia | László Papp Budapest Sports Arena, Budapest Số khán giả: 8.100 |

| Nguồn | Nguồn           | Nguồn                  | Nguồn                 | Nguồn                                                                                 |
| --- | --------------- | ---------------------- | --------------------- | ------------------------------------------------------------------------------------- |
| | Zoltán Hetényi  | Thủ môn                | Villem-Henrik Koitmaa | Trọng tài: Michael Hicks Pavel Hodek Trọng tài biên: Raivis Jučers Nikolaj Ponomarjow |
| \| Sofron (Kóger, Sarauer) –01:50 \| 1–0 \| \| \| Galló (Gõz) – 15:12 \| 2–0 \| \| \| Sofron (Kóger, Sarauer) (PP) – 23:31 \| 3–0 \| \| \| \| 3–1 \| 26:45 – Rooba (Makrov) \| \| Banham (Hári) – 31:51 \| 4–1 \| \| \| Vincze (K. Nagy) – 43:15 \| 5–1 \| \| \| Vincze (Kóger, Sofron) (PP) – 56:27 \| 6–1 \| \| \| Sarauer (Vincze) (PP) – 58:33 \| 7–1 \| \| |                 |                        |                       | Trọng tài: Michael Hicks Pavel Hodek Trọng tài biên: Raivis Jučers Nikolaj Ponomarjow |
| 8 phút | Số phút bị phạt | 18 phút                |                       | Trọng tài: Michael Hicks Pavel Hodek Trọng tài biên: Raivis Jučers Nikolaj Ponomarjow |
| 62 | Số cú đánh      | 19                     |                       | Trọng tài: Michael Hicks Pavel Hodek Trọng tài biên: Raivis Jučers Nikolaj Ponomarjow |
| Sofron (Kóger, Sarauer) –01:50 | 1–0             |                        |                       | Trọng tài: Michael Hicks Pavel Hodek Trọng tài biên: Raivis Jučers Nikolaj Ponomarjow |
| Galló (Gõz) – 15:12 | 2–0             |                        |                       | Trọng tài: Michael Hicks Pavel Hodek Trọng tài biên: Raivis Jučers Nikolaj Ponomarjow |
| Sofron (Kóger, Sarauer) (PP) – 23:31 | 3–0             |                        |                       | Trọng tài: Michael Hicks Pavel Hodek Trọng tài biên: Raivis Jučers Nikolaj Ponomarjow |
| | 3–1             | 26:45 – Rooba (Makrov) |                       |                                                                                       |
| Banham (Hári) – 31:51 | 4–1             |                        |                       |                                                                                       |
| Vincze (K. Nagy) – 43:15 | 5–1             |                        |                       |                                                                                       |
| Vincze (Kóger, Sofron) (PP) – 56:27 | 6–1             |                        |                       |                                                                                       |
| Sarauer (Vincze) (PP) – 58:33 | 7–1             |                        |                       |                                                                                       |

| 14 tháng 2 năm 2016 14:30 | Estonia | 4–1 (3–1, 0–0, 1–0) | Litva | László Papp Budapest Sports Arena, Budapest Số khán giả: 950 |

| Nguồn | Nguồn                 | Nguồn                                    | Nguồn          | Nguồn                                                                          |
| --- | --------------------- | ---------------------------------------- | -------------- | ------------------------------------------------------------------------------ |
| | Henrik-Villem Koitmaa | Thủ môn                                  | Mantas Armalis | Trọng tài: Michael Hicks Pavel Hodek Trọng tài biên: Remi Aasum Botond Pálkövi |
| \| Makrov (Petrov, Rooba) – 00:43 \| 1–0 \| \| \| Shvarogin (Rooba) (PP) – 02:34 \| 2–0 \| \| \| \| 2–1 \| 13:24 – Nomanovas (Katulis, Kieras) (PP) \| \| Konyshev (Sorokin) – 15:56 \| 3–1 \| \| \| Makrov (Petrov) (PP) – 43:59 \| 4–1 \| \| |                       |                                          |                | Trọng tài: Michael Hicks Pavel Hodek Trọng tài biên: Remi Aasum Botond Pálkövi |
| 16 phút | Số phút bị phạt       | 12 phút                                  |                | Trọng tài: Michael Hicks Pavel Hodek Trọng tài biên: Remi Aasum Botond Pálkövi |
| 26 | Số cú đánh            | 56                                       |                | Trọng tài: Michael Hicks Pavel Hodek Trọng tài biên: Remi Aasum Botond Pálkövi |
| Makrov (Petrov, Rooba) – 00:43 | 1–0                   |                                          |                | Trọng tài: Michael Hicks Pavel Hodek Trọng tài biên: Remi Aasum Botond Pálkövi |
| Shvarogin (Rooba) (PP) – 02:34 | 2–0                   |                                          |                | Trọng tài: Michael Hicks Pavel Hodek Trọng tài biên: Remi Aasum Botond Pálkövi |
| | 2–1                   | 13:24 – Nomanovas (Katulis, Kieras) (PP) |                | Trọng tài: Michael Hicks Pavel Hodek Trọng tài biên: Remi Aasum Botond Pálkövi |
| Konyshev (Sorokin) – 15:56 | 3–1                   |                                          |                |                                                                                |
| Makrov (Petrov) (PP) – 43:59 | 4–1                   |                                          |                |                                                                                |

| 14 tháng 2 năm 2016 18:00 | Hungary | 0–1 GWS (0–0, 0–0, 0–0) (OT 0–0) (SO: 0–1) | Ba Lan | László Papp Budapest Sports Arena, Budapest Số khán giả: 9.000 |

| Nguồn              | Nguồn           | Nguồn              | Nguồn              | Nguồn                                                                                    |
| ------------------ | --------------- | ------------------ | ------------------ | ---------------------------------------------------------------------------------------- |
|                    | Miklós Rajna    | Thủ môn            | Przemysław Odrobny | Trọng tài: Linus Öhlund Daniel Stricker Trọng tài biên: Raivis Jučers Nikolaj Ponomarjow |
|                    |                 |                    |                    | Trọng tài: Linus Öhlund Daniel Stricker Trọng tài biên: Raivis Jučers Nikolaj Ponomarjow |
| Vas Sarauer Banham | Luân lưu        | Zapala Chmielewski |                    | Trọng tài: Linus Öhlund Daniel Stricker Trọng tài biên: Raivis Jučers Nikolaj Ponomarjow |
| 8 phút             | Số phút bị phạt | 4 phút             |                    | Trọng tài: Linus Öhlund Daniel Stricker Trọng tài biên: Raivis Jučers Nikolaj Ponomarjow |
| 38                 | Số cú đánh      | 27                 |                    | Trọng tài: Linus Öhlund Daniel Stricker Trọng tài biên: Raivis Jučers Nikolaj Ponomarjow |

### Bảng J
Các trận đấu diễn ra ở Sapporo, Nhật Bản.
| VT | Đội          | Tr | T | THP | BHP | B | BT | BB | BHS | Đ | Giành quyền tham dự |
| -- | ------------ | -- | - | --- | --- | - | -- | -- | --- | - | ------------------- |
| 1  | Nhật Bản (H) | 3  | 3 | 0   | 0   | 0 | 12 | 1  | +11 | 9 | Vòng loại chung kết |
| 2  | Ukraina      | 3  | 2 | 0   | 0   | 1 | 10 | 2  | +8  | 6 |                     |
| 3  | Croatia      | 3  | 1 | 0   | 0   | 2 | 4  | 10 | −6  | 3 |                     |
| 4  | România      | 3  | 0 | 0   | 0   | 3 | 1  | 14 | −13 | 0 |                     |

Giờ thi đấu là giờ địa phương (UTC+9).
| 11 tháng 2 năm 2016 14:30 | Ukraina | 3–0 (0–0, 2–0, 1–0) | România | Nhà thi đấu Tsukisamu, Sapporo Số khán giả: 1.020 |

| Nguồn | Nguồn               | Nguồn   | Nguồn          | Nguồn                                                                            |
| --- | ------------------- | ------- | -------------- | -------------------------------------------------------------------------------- |
| | Eduard Zakharchenko | Thủ môn | Attila Adorján | Trọng tài: Péter Gebei Alexey Ravodin Trọng tài biên: Shinobu Kawai Jani Pesonen |
| \| Luhovy (Kuzmik, Mikhnov) – 29:32 \| 1–0 \| \| \| Mikhnov (Bondaryev) – 38:19 \| 2–0 \| \| \| Gnidnko (Isayenko, Kicha) – 54:35 \| 3–0 \| \| |                     |         |                | Trọng tài: Péter Gebei Alexey Ravodin Trọng tài biên: Shinobu Kawai Jani Pesonen |
| 22 phút | Số phút bị phạt     | 10 phút |                | Trọng tài: Péter Gebei Alexey Ravodin Trọng tài biên: Shinobu Kawai Jani Pesonen |
| 48 | Số cú đánh          | 27      |                | Trọng tài: Péter Gebei Alexey Ravodin Trọng tài biên: Shinobu Kawai Jani Pesonen |
| Luhovy (Kuzmik, Mikhnov) – 29:32 | 1–0                 |         |                | Trọng tài: Péter Gebei Alexey Ravodin Trọng tài biên: Shinobu Kawai Jani Pesonen |
| Mikhnov (Bondaryev) – 38:19 | 2–0                 |         |                | Trọng tài: Péter Gebei Alexey Ravodin Trọng tài biên: Shinobu Kawai Jani Pesonen |
| Gnidnko (Isayenko, Kicha) – 54:35 | 3–0                 |         |                | Trọng tài: Péter Gebei Alexey Ravodin Trọng tài biên: Shinobu Kawai Jani Pesonen |

| 11 tháng 2 năm 2016 18:00 | Croatia | 0–3 (0–0, 0–1, 0–2) | Nhật Bản | Nhà thi đấu Tsukisamu, Sapporo Số khán giả: 1.828 |

| Nguồn | Nguồn            | Nguồn                               | Nguồn           | Nguồn                                                                                 |
| --- | ---------------- | ----------------------------------- | --------------- | ------------------------------------------------------------------------------------- |
| | Mate Tomljenović | Thủ môn                             | Yutaka Fukufuji | Trọng tài: Stephen Reneau Gordon Schukies Trọng tài biên: Cedric Borga Dana Penkivech |
| \| \| 0–1 \| 34:50 – Osawa (Hashiba) (EA) \| \| \| 0–2 \| 55:39 – Osawa (Mitamura, Hashimoto) \| \| \| 0–3 \| 55:39 – Tanaka (Hirano) \| |                  |                                     |                 | Trọng tài: Stephen Reneau Gordon Schukies Trọng tài biên: Cedric Borga Dana Penkivech |
| 4 phút | Số phút bị phạt  | 8 phút                              |                 | Trọng tài: Stephen Reneau Gordon Schukies Trọng tài biên: Cedric Borga Dana Penkivech |
| 8 | Số cú đánh       | 43                                  |                 | Trọng tài: Stephen Reneau Gordon Schukies Trọng tài biên: Cedric Borga Dana Penkivech |
| | 0–1              | 34:50 – Osawa (Hashiba) (EA)        |                 | Trọng tài: Stephen Reneau Gordon Schukies Trọng tài biên: Cedric Borga Dana Penkivech |
| | 0–2              | 55:39 – Osawa (Mitamura, Hashimoto) |                 | Trọng tài: Stephen Reneau Gordon Schukies Trọng tài biên: Cedric Borga Dana Penkivech |
| | 0–3              | 55:39 – Tanaka (Hirano)             |                 | Trọng tài: Stephen Reneau Gordon Schukies Trọng tài biên: Cedric Borga Dana Penkivech |

| 13 tháng 2 năm 2016 14:30 | Ukraina | 6–0 (3–0, 1–0, 2–0) | Croatia | Nhà thi đấu Tsukisamu, Sapporo Số khán giả: 1.227 |

| Nguồn | Nguồn               | Nguồn   | Nguồn          | Nguồn                                                                                     |
| --- | ------------------- | ------- | -------------- | ----------------------------------------------------------------------------------------- |
| | Eduard Zakharchenko | Thủ môn | Vilim Rosandić | Trọng tài: Alexey Ravodin Gordon Schukies Trọng tài biên: Benoit Martineau Dana Penkivech |
| \| Gnidenko (Kicha, Petrangovsky) – 01:00 \| 1–0 \| \| \| Pobyedonostsev (Bondaryev) – 07:28 \| 2–0 \| \| \| Petrangovsky (Kicha) – 15:42 \| 3–0 \| \| \| Kicha (Petrangovsky, Gnidenko) (PP) – 24:06 \| 4–0 \| \| \| Blagy (Mikhnov, Bondaryev) – 49:21 \| 5–0 \| \| \| Bondaryev (Andreikiv, Blagy) – 59:55 \| 6–0 \| \| |                     |         |                | Trọng tài: Alexey Ravodin Gordon Schukies Trọng tài biên: Benoit Martineau Dana Penkivech |
| 6 phút | Số phút bị phạt     | 10 phút |                | Trọng tài: Alexey Ravodin Gordon Schukies Trọng tài biên: Benoit Martineau Dana Penkivech |
| 57 | Số cú đánh          | 26      |                | Trọng tài: Alexey Ravodin Gordon Schukies Trọng tài biên: Benoit Martineau Dana Penkivech |
| Gnidenko (Kicha, Petrangovsky) – 01:00 | 1–0                 |         |                | Trọng tài: Alexey Ravodin Gordon Schukies Trọng tài biên: Benoit Martineau Dana Penkivech |
| Pobyedonostsev (Bondaryev) – 07:28 | 2–0                 |         |                | Trọng tài: Alexey Ravodin Gordon Schukies Trọng tài biên: Benoit Martineau Dana Penkivech |
| Petrangovsky (Kicha) – 15:42 | 3–0                 |         |                | Trọng tài: Alexey Ravodin Gordon Schukies Trọng tài biên: Benoit Martineau Dana Penkivech |
| Kicha (Petrangovsky, Gnidenko) (PP) – 24:06 | 4–0                 |         |                |                                                                                           |
| Blagy (Mikhnov, Bondaryev) – 49:21 | 5–0                 |         |                |                                                                                           |
| Bondaryev (Andreikiv, Blagy) – 59:55 | 6–0                 |         |                |                                                                                           |

| 13 tháng 2 năm 2016 18:00 | Nhật Bản | 7–0 (0–0, 5–0, 2–0) | România | Nhà thi đấu Tsukisamu, Sapporo Số khán giả: 2.265 |

| Nguồn | Nguồn           | Nguồn   | Nguồn          | Nguồn                                                                           |
| --- | --------------- | ------- | -------------- | ------------------------------------------------------------------------------- |
| | Takuto Onoda    | Thủ môn | Gellért Ruczuj | Trọng tài: Peter Gebei Stephen Reneau Trọng tài biên: Cedric Borga Jani Pesonen |
| \| Kuji (Obara, Takahashi) – 25:29 \| 1–0 \| \| \| Hirano (Tanaka, Yanadori) – 33:23 \| 2–0 \| \| \| Ueno (Haga, Taka. Yamashita) – 35:29 \| 3–0 \| \| \| Nishiwaki (Obara, Kuji) – 36:18 \| 4–0 \| \| \| Obara (Kuji, Takahashi) – 37:03 \| 5–0 \| \| \| Kuji (Obara) (PP) – 52:08 \| 6–0 \| \| \| Taku. Yamashita (Ueno, Nishiwaki) – 57:23 \| 7–0 \| \| |                 |         |                | Trọng tài: Peter Gebei Stephen Reneau Trọng tài biên: Cedric Borga Jani Pesonen |
| 4 phút | Số phút bị phạt | 8 phút  |                | Trọng tài: Peter Gebei Stephen Reneau Trọng tài biên: Cedric Borga Jani Pesonen |
| 39 | Số cú đánh      | 14      |                | Trọng tài: Peter Gebei Stephen Reneau Trọng tài biên: Cedric Borga Jani Pesonen |
| Kuji (Obara, Takahashi) – 25:29 | 1–0             |         |                | Trọng tài: Peter Gebei Stephen Reneau Trọng tài biên: Cedric Borga Jani Pesonen |
| Hirano (Tanaka, Yanadori) – 33:23 | 2–0             |         |                | Trọng tài: Peter Gebei Stephen Reneau Trọng tài biên: Cedric Borga Jani Pesonen |
| Ueno (Haga, Taka. Yamashita) – 35:29 | 3–0             |         |                | Trọng tài: Peter Gebei Stephen Reneau Trọng tài biên: Cedric Borga Jani Pesonen |
| Nishiwaki (Obara, Kuji) – 36:18 | 4–0             |         |                |                                                                                 |
| Obara (Kuji, Takahashi) – 37:03 | 5–0             |         |                |                                                                                 |
| Kuji (Obara) (PP) – 52:08 | 6–0             |         |                |                                                                                 |
| Taku. Yamashita (Ueno, Nishiwaki) – 57:23 | 7–0             |         |                |                                                                                 |

| 14 tháng 2 năm 2016 14:30 | România | 1–4 (0–1, 1–2, 0–1) | Croatia | Nhà thi đấu Tsukisamu, Sapporo Số khán giả: 1.003 |

| Nguồn | Nguồn           | Nguồn                             | Nguồn            | Nguồn                                                                               |
| --- | --------------- | --------------------------------- | ---------------- | ----------------------------------------------------------------------------------- |
| | Attila Adorján  | Thủ môn                           | Mate Tomljenović | Trọng tài: Péter Gebei Gordon Schukies Trọng tài biên: Shinobu Kawai Dana Penkivech |
| \| \| 0–1 \| 06:59 – Kanaet (Šakić, Blagus) \| \| Molnár (Constantin) – 26:30 \| 1–1 \| \| \| \| 1–2 \| 31:08 – Mikulić (Janković, Mirić) \| \| \| 1–3 \| 39:09 – Novak (Puzić) \| \| \| 1–4 \| 58:53 – Šakić (Kanaet) (ENG) \| |                 |                                   |                  | Trọng tài: Péter Gebei Gordon Schukies Trọng tài biên: Shinobu Kawai Dana Penkivech |
| 6 phút | Số phút bị phạt | 4 phút                            |                  | Trọng tài: Péter Gebei Gordon Schukies Trọng tài biên: Shinobu Kawai Dana Penkivech |
| 25 | Số cú đánh      | 41                                |                  | Trọng tài: Péter Gebei Gordon Schukies Trọng tài biên: Shinobu Kawai Dana Penkivech |
| | 0–1             | 06:59 – Kanaet (Šakić, Blagus)    |                  | Trọng tài: Péter Gebei Gordon Schukies Trọng tài biên: Shinobu Kawai Dana Penkivech |
| Molnár (Constantin) – 26:30 | 1–1             |                                   |                  | Trọng tài: Péter Gebei Gordon Schukies Trọng tài biên: Shinobu Kawai Dana Penkivech |
| | 1–2             | 31:08 – Mikulić (Janković, Mirić) |                  | Trọng tài: Péter Gebei Gordon Schukies Trọng tài biên: Shinobu Kawai Dana Penkivech |
| | 1–3             | 39:09 – Novak (Puzić)             |                  |                                                                                     |
| | 1–4             | 58:53 – Šakić (Kanaet) (ENG)      |                  |                                                                                     |

| 14 tháng 2 năm 2016 18:00 | Nhật Bản | 2–1 (0–0, 0–0, 2–1) | Ukraina | Nhà thi đấu Tsukisamu, Sapporo Số khán giả: 2.000 |

| Nguồn | Nguồn           | Nguồn                           | Nguồn               | Nguồn                                                                                  |
| --- | --------------- | ------------------------------- | ------------------- | -------------------------------------------------------------------------------------- |
| | Yutaka Fukufuji | Thủ môn                         | Eduard Zakharchenko | Trọng tài: Alexey Ravodin Stephen Reneau Trọng tài biên: Benoit Martineau Jani Pesonen |
| \| Takagi (Osawa, Taka. Yamashita) – 46:19 \| 1–0 \| \| \| Obara (Ueno) (PP) – 50:32 \| 2–0 \| \| \| \| 2–1 \| 54:36 – Petrangovsky (Gnidenko) \| |                 |                                 |                     | Trọng tài: Alexey Ravodin Stephen Reneau Trọng tài biên: Benoit Martineau Jani Pesonen |
| 22 phút | Số phút bị phạt | 35 phút                         |                     | Trọng tài: Alexey Ravodin Stephen Reneau Trọng tài biên: Benoit Martineau Jani Pesonen |
| 30 | Số cú đánh      | 33                              |                     | Trọng tài: Alexey Ravodin Stephen Reneau Trọng tài biên: Benoit Martineau Jani Pesonen |
| Takagi (Osawa, Taka. Yamashita) – 46:19 | 1–0             |                                 |                     | Trọng tài: Alexey Ravodin Stephen Reneau Trọng tài biên: Benoit Martineau Jani Pesonen |
| Obara (Ueno) (PP) – 50:32 | 2–0             |                                 |                     | Trọng tài: Alexey Ravodin Stephen Reneau Trọng tài biên: Benoit Martineau Jani Pesonen |
| | 2–1             | 54:36 – Petrangovsky (Gnidenko) |                     | Trọng tài: Alexey Ravodin Stephen Reneau Trọng tài biên: Benoit Martineau Jani Pesonen |

## Vòng loại chung kết
Các đội hạt giống 9, 10 và 11 có quyền tổ chức giải đấu. Các đội đầu bảng giành vé dự Olympic.

### Bảng D
Các trận đấu diễn ra ở Minsk, Belarus.
| VT | Đội         | Tr | T | THP | BHP | B | BT | BB | BHS | Đ | Giành quyền tham dự       |
| -- | ----------- | -- | - | --- | --- | - | -- | -- | --- | - | ------------------------- |
| 1  | Slovenia    | 3  | 2 | 1   | 0   | 0 | 12 | 3  | +9  | 8 | Thế vận hội Mùa đông 2018 |
| 2  | Belarus (H) | 3  | 2 | 0   | 1   | 0 | 12 | 8  | +4  | 7 |                           |
| 3  | Đan Mạch    | 3  | 1 | 0   | 0   | 2 | 7  | 10 | −3  | 3 |                           |
| 4  | Ba Lan      | 3  | 0 | 0   | 0   | 3 | 6  | 16 | −10 | 0 |                           |

Giờ thi đấu là giờ địa phương (UTC+3).
| 1 tháng 9 năm 2016 15:00 | Slovenia | 6–1 (2–0, 3–0, 1–1) | Ba Lan | Minsk-Arena, Minsk Số khán giả: 1.800 |

| Nguồn | Nguồn           | Nguồn                               | Nguồn              | Nguồn                                                                             |
| --- | --------------- | ----------------------------------- | ------------------ | --------------------------------------------------------------------------------- |
| | Gašper Krošelj  | Thủ môn                             | Przemysław Odrobny | Trọng tài: Stefan Fonselius Daniel Konc Trọng tài biên: Dmitry Golyak Yury Ivanov |
| \| Kopitar (Urbas, Pance) (PP) – 15:50 \| 1–0 \| \| \| Jeglič (Tičar, Verlič) – 17:38 \| 2–0 \| \| \| Muršak (Ograjenšek, Gregorc) – 24:46 \| 3–0 \| \| \| Kopitar (Gregorc, Sabolič) (PP) – 28:41 \| 4–0 \| \| \| Kranjc (Muršak, Ograjenšek) – 32:48 \| 5–0 \| \| \| Kopitar (Repe, Kovačevič) – 40:16 \| 6–0 \| \| \| \| 6–1 \| 57:12 – Dziubinski (Dronia, Wronka) \| |                 |                                     |                    | Trọng tài: Stefan Fonselius Daniel Konc Trọng tài biên: Dmitry Golyak Yury Ivanov |
| 6 phút | Số phút bị phạt | 12 phút                             |                    | Trọng tài: Stefan Fonselius Daniel Konc Trọng tài biên: Dmitry Golyak Yury Ivanov |
| 30 | Số cú đánh      | 20                                  |                    | Trọng tài: Stefan Fonselius Daniel Konc Trọng tài biên: Dmitry Golyak Yury Ivanov |
| Kopitar (Urbas, Pance) (PP) – 15:50 | 1–0             |                                     |                    | Trọng tài: Stefan Fonselius Daniel Konc Trọng tài biên: Dmitry Golyak Yury Ivanov |
| Jeglič (Tičar, Verlič) – 17:38 | 2–0             |                                     |                    | Trọng tài: Stefan Fonselius Daniel Konc Trọng tài biên: Dmitry Golyak Yury Ivanov |
| Muršak (Ograjenšek, Gregorc) – 24:46 | 3–0             |                                     |                    | Trọng tài: Stefan Fonselius Daniel Konc Trọng tài biên: Dmitry Golyak Yury Ivanov |
| Kopitar (Gregorc, Sabolič) (PP) – 28:41 | 4–0             |                                     |                    |                                                                                   |
| Kranjc (Muršak, Ograjenšek) – 32:48 | 5–0             |                                     |                    |                                                                                   |
| Kopitar (Repe, Kovačevič) – 40:16 | 6–0             |                                     |                    |                                                                                   |
| | 6–1             | 57:12 – Dziubinski (Dronia, Wronka) |                    |                                                                                   |

| 1 tháng 9 năm 2016 19:00 | Đan Mạch | 2–5 (1–2, 0–0, 1–3) | Belarus | Minsk-Arena, Minsk Số khán giả: 15,086 |

| Nguồn | Nguồn             | Nguồn                                  | Nguồn         | Nguồn                                                                                      |
| --- | ----------------- | -------------------------------------- | ------------- | ------------------------------------------------------------------------------------------ |
| | Frederik Andersen | Thủ môn                                | Kevin Lalande | Trọng tài: Daniel Piechaczek Marcus Vinnerborg Trọng tài biên: Martin Korba Anton Semjonov |
| \| N. Jensen (Boedker) – 02:46 \| 1–0 \| \| \| \| 1–1 \| 11:50 – Pavlovich (Linglet, Stas) \| \| \| 1–2 \| 17:08 – Volkov (Lisovets) (SH) \| \| \| 1–3 \| 43:46 – S. Kostitsyn (Graborenko) (PP) \| \| \| 1–4 \| 53:17 – Stas (Platt) \| \| Hansen (Ehlers, F. Nielsen) (PP2,EA) – 58:41 \| 2–4 \| \| \| \| 2–5 \| 59:24 – S. Kostitsyn (ENG) \| |                   |                                        |               | Trọng tài: Daniel Piechaczek Marcus Vinnerborg Trọng tài biên: Martin Korba Anton Semjonov |
| 10 phút | Số phút bị phạt   | 24 phút                                |               | Trọng tài: Daniel Piechaczek Marcus Vinnerborg Trọng tài biên: Martin Korba Anton Semjonov |
| 32 | Số cú đánh        | 22                                     |               | Trọng tài: Daniel Piechaczek Marcus Vinnerborg Trọng tài biên: Martin Korba Anton Semjonov |
| N. Jensen (Boedker) – 02:46 | 1–0               |                                        |               | Trọng tài: Daniel Piechaczek Marcus Vinnerborg Trọng tài biên: Martin Korba Anton Semjonov |
| | 1–1               | 11:50 – Pavlovich (Linglet, Stas)      |               | Trọng tài: Daniel Piechaczek Marcus Vinnerborg Trọng tài biên: Martin Korba Anton Semjonov |
| | 1–2               | 17:08 – Volkov (Lisovets) (SH)         |               | Trọng tài: Daniel Piechaczek Marcus Vinnerborg Trọng tài biên: Martin Korba Anton Semjonov |
| | 1–3               | 43:46 – S. Kostitsyn (Graborenko) (PP) |               |                                                                                            |
| | 1–4               | 53:17 – Stas (Platt)                   |               |                                                                                            |
| Hansen (Ehlers, F. Nielsen) (PP2,EA) – 58:41 | 2–4               |                                        |               |                                                                                            |
| | 2–5               | 59:24 – S. Kostitsyn (ENG)             |               |                                                                                            |

| 2 tháng 9 năm 2016 15:00 | Slovenia | 3–0 (0–0, 1–0, 2–0) | Đan Mạch | Minsk-Arena, Minsk Số khán giả: 2.090 |

| Nguồn | Nguồn           | Nguồn   | Nguồn                            | Nguồn                                                                                   |
| --- | --------------- | ------- | -------------------------------- | --------------------------------------------------------------------------------------- |
| | Gašper Krošelj  | Thủ môn | Frederik Andersen Sebastian Dahm | Trọng tài: Daniel Konc Marcus Vinnerborg Trọng tài biên: Dmitry Golyak Lukas Kohlmüller |
| \| Kovačevič – 24:18 \| 1–0 \| \| \| Mušič (Kuralt) – 49:18 \| 2–0 \| \| \| Urbas (Kopitar) – 57:49 \| 3–0 \| \| |                 |         |                                  | Trọng tài: Daniel Konc Marcus Vinnerborg Trọng tài biên: Dmitry Golyak Lukas Kohlmüller |
| 29 phút | Số phút bị phạt | 4 phút  |                                  | Trọng tài: Daniel Konc Marcus Vinnerborg Trọng tài biên: Dmitry Golyak Lukas Kohlmüller |
| 21 | Số cú đánh      | 32      |                                  | Trọng tài: Daniel Konc Marcus Vinnerborg Trọng tài biên: Dmitry Golyak Lukas Kohlmüller |
| Kovačevič – 24:18                                                                                                | 1–0             |         |                                  | Trọng tài: Daniel Konc Marcus Vinnerborg Trọng tài biên: Dmitry Golyak Lukas Kohlmüller |
| Mušič (Kuralt) – 49:18                                                                                           | 2–0             |         |                                  | Trọng tài: Daniel Konc Marcus Vinnerborg Trọng tài biên: Dmitry Golyak Lukas Kohlmüller |
| Urbas (Kopitar) – 57:49                                                                                          | 3–0             |         |                                  | Trọng tài: Daniel Konc Marcus Vinnerborg Trọng tài biên: Dmitry Golyak Lukas Kohlmüller |

| 2 tháng 9 năm 2016 19:00 | Belarus | 5–3 (4–2, 1–0, 0–1) | Ba Lan | Minsk-Arena, Minsk Số khán giả: 10.820 |

| Nguồn | Nguồn                            | Nguồn                                 | Nguồn              | Nguồn                                                                                    |
| --- | -------------------------------- | ------------------------------------- | ------------------ | ---------------------------------------------------------------------------------------- |
| | Kevin Lalande Mikhail Karnaukhov | Thủ môn                               | Rafał Radziszewski | Trọng tài: Stefan Fonselius Daniel Piechaczek Trọng tài biên: Yury Ivanov Anton Semjonov |
| \| \| 0–1 \| 05:35 – Bychawski (Wajda) \| \| \| 0–2 \| 08:59 – Chmielewski (Łopuski, Pasiut) \| \| Bailen (Stepanov, S. Kostitsyn) (PP) – 13:51 \| 1–2 \| \| \| Stepanov (Bailen, A. Kostitsyn) (PP2) – 15:45 \| 2–2 \| \| \| Graborenko (Stas, S. Kostitsyn) (PP) – 16:18 \| 3–2 \| \| \| Stas (Linglet, Platt) – 19:32 \| 4–2 \| \| \| A. Kostitsyn (S. Kostitsyn, Gavrus) – 38:01 \| 5–2 \| \| \| \| 5–3 \| 59:15 – Pociecha (Bryk, Wronka) (PP) \| |                                  |                                       |                    | Trọng tài: Stefan Fonselius Daniel Piechaczek Trọng tài biên: Yury Ivanov Anton Semjonov |
| 6 phút | Số phút bị phạt                  | 14 phút                               |                    | Trọng tài: Stefan Fonselius Daniel Piechaczek Trọng tài biên: Yury Ivanov Anton Semjonov |
| 33 | Số cú đánh                       | 15                                    |                    | Trọng tài: Stefan Fonselius Daniel Piechaczek Trọng tài biên: Yury Ivanov Anton Semjonov |
| | 0–1                              | 05:35 – Bychawski (Wajda)             |                    | Trọng tài: Stefan Fonselius Daniel Piechaczek Trọng tài biên: Yury Ivanov Anton Semjonov |
| | 0–2                              | 08:59 – Chmielewski (Łopuski, Pasiut) |                    | Trọng tài: Stefan Fonselius Daniel Piechaczek Trọng tài biên: Yury Ivanov Anton Semjonov |
| Bailen (Stepanov, S. Kostitsyn) (PP) – 13:51 | 1–2                              |                                       |                    | Trọng tài: Stefan Fonselius Daniel Piechaczek Trọng tài biên: Yury Ivanov Anton Semjonov |
| Stepanov (Bailen, A. Kostitsyn) (PP2) – 15:45 | 2–2                              |                                       |                    |                                                                                          |
| Graborenko (Stas, S. Kostitsyn) (PP) – 16:18 | 3–2                              |                                       |                    |                                                                                          |
| Stas (Linglet, Platt) – 19:32 | 4–2                              |                                       |                    |                                                                                          |
| A. Kostitsyn (S. Kostitsyn, Gavrus) – 38:01 | 5–2                              |                                       |                    |                                                                                          |
| | 5–3                              | 59:15 – Pociecha (Bryk, Wronka) (PP)  |                    |                                                                                          |

| 4 tháng 9 năm 2016 13:00 | Ba Lan | 2–5 (1–1, 0–2, 1–2) | Đan Mạch | Minsk-Arena, Minsk Số khán giả: 2.390 |

| Nguồn | Nguồn              | Nguồn                                       | Nguồn          | Nguồn                                                                                    |
| --- | ------------------ | ------------------------------------------- | -------------- | ---------------------------------------------------------------------------------------- |
| | Przemysław Odrobny | Thủ môn                                     | Sebastian Dahm | Trọng tài: Daniel Konc Daniel Piechaczek Trọng tài biên: Lukas Kohlmüller Anton Semjonov |
| \| \| 0–1 \| 03:07 – Storm (F. Nielsen, Bau) \| \| Kalinowski (Chichy, Urbanowicz) – 13:10 \| 1–1 \| \| \| \| 1–2 \| 25:53 – Bødker (N. Jensen, J. Jensen) \| \| \| 1–3 \| 35:29 – Larsen (N. Jensen, F. Nielsen) (PP) \| \| \| 1–4 \| 42:02 – Ehlers (Bjorkstrand, Larsen) \| \| Urbanowicz (Kalinowski) \| 2–4 \| \| \| \| 2–5 \| 52:24 – Madsen (N. Jensen) \| |                    |                                             |                | Trọng tài: Daniel Konc Daniel Piechaczek Trọng tài biên: Lukas Kohlmüller Anton Semjonov |
| 4 phút | Số phút bị phạt    | 4 phút                                      |                | Trọng tài: Daniel Konc Daniel Piechaczek Trọng tài biên: Lukas Kohlmüller Anton Semjonov |
| 18 | Số cú đánh         | 26                                          |                | Trọng tài: Daniel Konc Daniel Piechaczek Trọng tài biên: Lukas Kohlmüller Anton Semjonov |
| | 0–1                | 03:07 – Storm (F. Nielsen, Bau)             |                | Trọng tài: Daniel Konc Daniel Piechaczek Trọng tài biên: Lukas Kohlmüller Anton Semjonov |
| Kalinowski (Chichy, Urbanowicz) – 13:10 | 1–1                |                                             |                | Trọng tài: Daniel Konc Daniel Piechaczek Trọng tài biên: Lukas Kohlmüller Anton Semjonov |
| | 1–2                | 25:53 – Bødker (N. Jensen, J. Jensen)       |                | Trọng tài: Daniel Konc Daniel Piechaczek Trọng tài biên: Lukas Kohlmüller Anton Semjonov |
| | 1–3                | 35:29 – Larsen (N. Jensen, F. Nielsen) (PP) |                |                                                                                          |
| | 1–4                | 42:02 – Ehlers (Bjorkstrand, Larsen)        |                |                                                                                          |
| Urbanowicz (Kalinowski) | 2–4                |                                             |                |                                                                                          |
| | 2–5                | 52:24 – Madsen (N. Jensen)                  |                |                                                                                          |

| 4 tháng 9 năm 2016 17:00 | Belarus | 2–3 GWS (0–0, 1–2, 1–0) OT (0–0) SO (0–1) | Slovenia | Minsk-Arena, Minsk Số khán giả: 15,086 |

| Nguồn | Nguồn              | Nguồn                              | Nguồn          | Nguồn                                                                                  |
| --- | ------------------ | ---------------------------------- | -------------- | -------------------------------------------------------------------------------------- |
| | Mikhail Karnaukhov | Thủ môn                            | Gašper Krošelj | Trọng tài: Stefan Fonselius Marcus Vinnerborg Trọng tài biên: Yury Ivanov Martin Korba |
| \| \| 0–1 \| 21:45 – Tičar (Kopitar) (PP2) \| \| \| 0–2 \| 22:49 – Tičar (Jeglič, Robar) (PP) \| \| Stepanov (Kovyrshin, Kulakov) – 38:08 \| 1–2 \| \| \| Stepanov (Bailen, S. Kostitsyn) (PP) – 51:41 \| 2–2 \| \| |                    |                                    |                | Trọng tài: Stefan Fonselius Marcus Vinnerborg Trọng tài biên: Yury Ivanov Martin Korba |
| Kulakov Stepanov A. Kostitsyn | Luân lưu           | Sabolič Kopitar Tičar              |                | Trọng tài: Stefan Fonselius Marcus Vinnerborg Trọng tài biên: Yury Ivanov Martin Korba |
| 6 phút | Số phút bị phạt    | 6 phút                             |                | Trọng tài: Stefan Fonselius Marcus Vinnerborg Trọng tài biên: Yury Ivanov Martin Korba |
| 29 | Số cú đánh         | 32                                 |                | Trọng tài: Stefan Fonselius Marcus Vinnerborg Trọng tài biên: Yury Ivanov Martin Korba |
| | 0–1                | 21:45 – Tičar (Kopitar) (PP2)      |                | Trọng tài: Stefan Fonselius Marcus Vinnerborg Trọng tài biên: Yury Ivanov Martin Korba |
| | 0–2                | 22:49 – Tičar (Jeglič, Robar) (PP) |                | Trọng tài: Stefan Fonselius Marcus Vinnerborg Trọng tài biên: Yury Ivanov Martin Korba |
| Stepanov (Kovyrshin, Kulakov) – 38:08 | 1–2                |                                    |                |                                                                                        |
| Stepanov (Bailen, S. Kostitsyn) (PP) – 51:41 | 2–2                |                                    |                |                                                                                        |

### Bảng E
Các trận đấu diễn ra ở Riga, Latvia.
| VT | Đội        | Tr | T | THP | BHP | B | BT | BB | BHS | Đ | Giành quyền tham dự       |
| -- | ---------- | -- | - | --- | --- | - | -- | -- | --- | - | ------------------------- |
| 1  | Đức        | 3  | 3 | 0   | 0   | 0 | 14 | 2  | +12 | 9 | Thế vận hội Mùa đông 2018 |
| 2  | Latvia (H) | 3  | 2 | 0   | 0   | 1 | 13 | 5  | +8  | 6 |                           |
| 3  | Áo         | 3  | 1 | 0   | 0   | 2 | 4  | 14 | −10 | 3 |                           |
| 4  | Nhật Bản   | 3  | 0 | 0   | 0   | 3 | 1  | 11 | −10 | 0 |                           |

Giờ thi đấu là giờ địa phương (UTC+3).
| 1 tháng 9 năm 2016 15:30 | Đức | 5–0 (2–0, 3–0, 0–0) | Nhật Bản | Arena Riga, Riga Số khán giả: 979 |

| Nguồn | Nguồn            | Nguồn   | Nguồn                        | Nguồn                                                                              |
| --- | ---------------- | ------- | ---------------------------- | ---------------------------------------------------------------------------------- |
| | Philipp Grubauer | Thủ môn | Yutaka Fukufuji Takuto Onoda | Trọng tài: Peter Gebei Mikael Nord Trọng tài biên: Maksims Bogdanovs Andrew Dalton |
| \| Macek (Draisaitl) – 03:26 \| 1–0 \| \| \| Schütz (Hager, Rieder) (PP) – 17:22 \| 2–0 \| \| \| Rieder (Draisaitl, Macek) – 22:07 \| 3–0 \| \| \| Kühnackl (PP) – 24:44 \| 4–0 \| \| \| Schütz (Hager, D. Seidenberg) (PP) – 27:56 \| 5–0 \| \| |                  |         |                              | Trọng tài: Peter Gebei Mikael Nord Trọng tài biên: Maksims Bogdanovs Andrew Dalton |
| 6 phút | Số phút bị phạt  | 16 phút |                              | Trọng tài: Peter Gebei Mikael Nord Trọng tài biên: Maksims Bogdanovs Andrew Dalton |
| 51 | Số cú đánh       | 13      |                              | Trọng tài: Peter Gebei Mikael Nord Trọng tài biên: Maksims Bogdanovs Andrew Dalton |
| Macek (Draisaitl) – 03:26 | 1–0              |         |                              | Trọng tài: Peter Gebei Mikael Nord Trọng tài biên: Maksims Bogdanovs Andrew Dalton |
| Schütz (Hager, Rieder) (PP) – 17:22 | 2–0              |         |                              | Trọng tài: Peter Gebei Mikael Nord Trọng tài biên: Maksims Bogdanovs Andrew Dalton |
| Rieder (Draisaitl, Macek) – 22:07 | 3–0              |         |                              | Trọng tài: Peter Gebei Mikael Nord Trọng tài biên: Maksims Bogdanovs Andrew Dalton |
| Kühnackl (PP) – 24:44 | 4–0              |         |                              |                                                                                    |
| Schütz (Hager, D. Seidenberg) (PP) – 27:56 | 5–0              |         |                              |                                                                                    |

| 1 tháng 9 năm 2016 19:30 | Áo | 1–8 (1–2, 0–3, 0–3) | Latvia | Arena Riga, Riga Số khán giả: 4.210 |

| Nguồn | Nguồn                        | Nguồn                                        | Nguồn               | Nguồn                                                                                |
| --- | ---------------------------- | -------------------------------------------- | ------------------- | ------------------------------------------------------------------------------------ |
| | David Kickert David Madlener | Thủ môn                                      | Kristers Gudļevskis | Trọng tài: Martin Fraňo Aleksi Rantala Trọng tài biên: Rene Jensen Rudolf Tošenovjan |
| \| \| 0–1 \| 05:41 – Daugaviņš (Indrašis, K. Rēdlihs) \| \| \| 0–2 \| 11:23 – Džeriņš (Dārziņš) (SH) \| \| Hundertpfund (Geier, Herburger) – 16:39 \| 1–2 \| \| \| \| 1–3 \| 25:18 – Bukarts (Meija) \| \| \| 1–4 \| 27:36 – Daugavins (M. Rēdlihs, Darzins) (PP) \| \| \| 1–5 \| 38:48 – Ķēniņš (Ābols, K. Rēdlihs) \| \| \| 1–6 \| 43:57 – Indrašis (Daugaviņš, Karsums) \| \| \| 1–7 \| 46:11 – Dzierkals (Ābols, Ķēniņš) \| \| \| 1–8 \| 56:45 – Ābols (Ķēniņš, Bārtulis) \| |                              |                                              |                     | Trọng tài: Martin Fraňo Aleksi Rantala Trọng tài biên: Rene Jensen Rudolf Tošenovjan |
| 16 phút | Số phút bị phạt              | 12 phút                                      |                     | Trọng tài: Martin Fraňo Aleksi Rantala Trọng tài biên: Rene Jensen Rudolf Tošenovjan |
| 23 | Số cú đánh                   | 31                                           |                     | Trọng tài: Martin Fraňo Aleksi Rantala Trọng tài biên: Rene Jensen Rudolf Tošenovjan |
| | 0–1                          | 05:41 – Daugaviņš (Indrašis, K. Rēdlihs)     |                     | Trọng tài: Martin Fraňo Aleksi Rantala Trọng tài biên: Rene Jensen Rudolf Tošenovjan |
| | 0–2                          | 11:23 – Džeriņš (Dārziņš) (SH)               |                     | Trọng tài: Martin Fraňo Aleksi Rantala Trọng tài biên: Rene Jensen Rudolf Tošenovjan |
| Hundertpfund (Geier, Herburger) – 16:39 | 1–2                          |                                              |                     | Trọng tài: Martin Fraňo Aleksi Rantala Trọng tài biên: Rene Jensen Rudolf Tošenovjan |
| | 1–3                          | 25:18 – Bukarts (Meija)                      |                     |                                                                                      |
| | 1–4                          | 27:36 – Daugavins (M. Rēdlihs, Darzins) (PP) |                     |                                                                                      |
| | 1–5                          | 38:48 – Ķēniņš (Ābols, K. Rēdlihs)           |                     |                                                                                      |
| | 1–6                          | 43:57 – Indrašis (Daugaviņš, Karsums)        |                     |                                                                                      |
| | 1–7                          | 46:11 – Dzierkals (Ābols, Ķēniņš)            |                     |                                                                                      |
| | 1–8                          | 56:45 – Ābols (Ķēniņš, Bārtulis)             |                     |                                                                                      |

| 2 tháng 9 năm 2016 15:30 | Đức | 6–0 (1–0, 2–0, 3–0) | Áo | Arena Riga, Riga Số khán giả: 1.062 |

| Nguồn | Nguồn            | Nguồn   | Nguồn         | Nguồn                                                                                     |
| --- | ---------------- | ------- | ------------- | ----------------------------------------------------------------------------------------- |
| | Philipp Grubauer | Thủ môn | David Kickert | Trọng tài: Mikael Nord Aleksi Rantala Trọng tài biên: Maksims Bogdanovs Rudolf Tošenovjan |
| \| Goc (Kink, Y. Seidenberg) – 14:22 \| 1–0 \| \| \| Hager (Schütz, Müller) – 28:04 \| 2–0 \| \| \| Müller (Goc) – 37:20 \| 3–0 \| \| \| Reimer (Kahun, Akdag) – 42:16 \| 4–0 \| \| \| Schütz (Rieder, Kahun) (PP) – 54:24 \| 5–0 \| \| \| Draisaitl (Reimer) (PP) – 58:00 \| 6–0 \| \| |                  |         |               | Trọng tài: Mikael Nord Aleksi Rantala Trọng tài biên: Maksims Bogdanovs Rudolf Tošenovjan |
| 8 phút | Số phút bị phạt  | 8 phút  |               | Trọng tài: Mikael Nord Aleksi Rantala Trọng tài biên: Maksims Bogdanovs Rudolf Tošenovjan |
| 31 | Số cú đánh       | 25      |               | Trọng tài: Mikael Nord Aleksi Rantala Trọng tài biên: Maksims Bogdanovs Rudolf Tošenovjan |
| Goc (Kink, Y. Seidenberg) – 14:22 | 1–0              |         |               | Trọng tài: Mikael Nord Aleksi Rantala Trọng tài biên: Maksims Bogdanovs Rudolf Tošenovjan |
| Hager (Schütz, Müller) – 28:04 | 2–0              |         |               | Trọng tài: Mikael Nord Aleksi Rantala Trọng tài biên: Maksims Bogdanovs Rudolf Tošenovjan |
| Müller (Goc) – 37:20 | 3–0              |         |               | Trọng tài: Mikael Nord Aleksi Rantala Trọng tài biên: Maksims Bogdanovs Rudolf Tošenovjan |
| Reimer (Kahun, Akdag) – 42:16 | 4–0              |         |               |                                                                                           |
| Schütz (Rieder, Kahun) (PP) – 54:24 | 5–0              |         |               |                                                                                           |
| Draisaitl (Reimer) (PP) – 58:00 | 6–0              |         |               |                                                                                           |

| 2 tháng 9 năm 2016 19:30 | Latvia | 3–1 (0–0, 1–0, 2–1) | Nhật Bản | Arena Riga, Riga Số khán giả: 3.851 |

| Nguồn | Nguồn            | Nguồn                    | Nguồn           | Nguồn                                                                          |
| --- | ---------------- | ------------------------ | --------------- | ------------------------------------------------------------------------------ |
| | Elvis Merzļikins | Thủ môn                  | Yutaka Fukufuji | Trọng tài: Martin Fraňo Peter Gebei Trọng tài biên: Andrew Dalton Gašper Zganc |
| \| Džeriņš (Sotnieks, K. Rēdlihs) – 35:54 \| 1–0 \| \| \| Karsums (Bārtulis, Indrašis) (PP) – 46:16 \| 2–0 \| \| \| \| 2–1 \| 57:46 – Kuji (Takahashi) \| \| Džeriņš (Dārziņš, M. Rēdlihs) (ENG) – 59:52 \| 3–1 \| \| |                  |                          |                 | Trọng tài: Martin Fraňo Peter Gebei Trọng tài biên: Andrew Dalton Gašper Zganc |
| 8 phút | Số phút bị phạt  | 4 phút                   |                 | Trọng tài: Martin Fraňo Peter Gebei Trọng tài biên: Andrew Dalton Gašper Zganc |
| 41 | Số cú đánh       | 18                       |                 | Trọng tài: Martin Fraňo Peter Gebei Trọng tài biên: Andrew Dalton Gašper Zganc |
| Džeriņš (Sotnieks, K. Rēdlihs) – 35:54 | 1–0              |                          |                 | Trọng tài: Martin Fraňo Peter Gebei Trọng tài biên: Andrew Dalton Gašper Zganc |
| Karsums (Bārtulis, Indrašis) (PP) – 46:16 | 2–0              |                          |                 | Trọng tài: Martin Fraňo Peter Gebei Trọng tài biên: Andrew Dalton Gašper Zganc |
| | 2–1              | 57:46 – Kuji (Takahashi) |                 | Trọng tài: Martin Fraňo Peter Gebei Trọng tài biên: Andrew Dalton Gašper Zganc |
| Džeriņš (Dārziņš, M. Rēdlihs) (ENG) – 59:52 | 3–1              |                          |                 |                                                                                |

| 4 tháng 9 năm 2016 14:00 | Nhật Bản | 0–3 (0–1, 0–0, 0–2) | Áo | Arena Riga, Riga Số khán giả: 727 |

| Nguồn | Nguồn           | Nguồn                                      | Nguồn         | Nguồn                                                                             |
| --- | --------------- | ------------------------------------------ | ------------- | --------------------------------------------------------------------------------- |
| | Yutaka Fukufuji | Thủ môn                                    | David Kickert | Trọng tài: Peter Gebei Mikael Nord Trọng tài biên: Maksims Bogdanovs Gašper Zganc |
| \| \| 0–1 \| 18:23 – Grabner (Herburger, M. Raffl) (PP) \| \| \| 0–2 \| 47:27 – Kristler (Schumnig) (PP) \| \| \| 0–3 \| 58:33 – T. Raffl (Fischer) \| |                 |                                            |               | Trọng tài: Peter Gebei Mikael Nord Trọng tài biên: Maksims Bogdanovs Gašper Zganc |
| 4 phút | Số phút bị phạt | 8 phút                                     |               | Trọng tài: Peter Gebei Mikael Nord Trọng tài biên: Maksims Bogdanovs Gašper Zganc |
| 24 | Số cú đánh      | 40                                         |               | Trọng tài: Peter Gebei Mikael Nord Trọng tài biên: Maksims Bogdanovs Gašper Zganc |
| | 0–1             | 18:23 – Grabner (Herburger, M. Raffl) (PP) |               | Trọng tài: Peter Gebei Mikael Nord Trọng tài biên: Maksims Bogdanovs Gašper Zganc |
| | 0–2             | 47:27 – Kristler (Schumnig) (PP)           |               | Trọng tài: Peter Gebei Mikael Nord Trọng tài biên: Maksims Bogdanovs Gašper Zganc |
| | 0–3             | 58:33 – T. Raffl (Fischer)                 |               | Trọng tài: Peter Gebei Mikael Nord Trọng tài biên: Maksims Bogdanovs Gašper Zganc |

| 4 tháng 9 năm 2016 18:00 | Latvia | 2–3 (0–1, 1–1, 1–1) | Đức | Arena Riga, Riga Số khán giả: 10.035 |

| Nguồn | Nguồn                                | Nguồn                                      | Nguồn            | Nguồn                                                                                |
| --- | ------------------------------------ | ------------------------------------------ | ---------------- | ------------------------------------------------------------------------------------ |
| | Kristers Gudļevskis Elvis Merzļikins | Thủ môn                                    | Philipp Grubauer | Trọng tài: Martin Fraňo Aleksi Rantala Trọng tài biên: Rene Jensen Rudolf Tošenovjan |
| \| \| 0–1 \| 16:18 – Draisaitl (Kühnhackl, Reimer) (PP) \| \| \| 0–2 \| 24:51 – Schütz (Hager, Kahun) \| \| Indrašis (Bārtulis, Daugaviņš) (PP) – 34:55 \| 1–2 \| \| \| Karsums (Indrašis, Daugaviņš) (PP) – 46:19 \| 2–2 \| \| \| \| 2–3 \| 54:51 – Kühnhackl (Macek, Draisaitl) (PP) \| |                                      |                                            |                  | Trọng tài: Martin Fraňo Aleksi Rantala Trọng tài biên: Rene Jensen Rudolf Tošenovjan |
| 6 phút | Số phút bị phạt                      | 10 phút                                    |                  | Trọng tài: Martin Fraňo Aleksi Rantala Trọng tài biên: Rene Jensen Rudolf Tošenovjan |
| 28 | Số cú đánh                           | 27                                         |                  | Trọng tài: Martin Fraňo Aleksi Rantala Trọng tài biên: Rene Jensen Rudolf Tošenovjan |
| | 0–1                                  | 16:18 – Draisaitl (Kühnhackl, Reimer) (PP) |                  | Trọng tài: Martin Fraňo Aleksi Rantala Trọng tài biên: Rene Jensen Rudolf Tošenovjan |
| | 0–2                                  | 24:51 – Schütz (Hager, Kahun)              |                  | Trọng tài: Martin Fraňo Aleksi Rantala Trọng tài biên: Rene Jensen Rudolf Tošenovjan |
| Indrašis (Bārtulis, Daugaviņš) (PP) – 34:55 | 1–2                                  |                                            |                  | Trọng tài: Martin Fraňo Aleksi Rantala Trọng tài biên: Rene Jensen Rudolf Tošenovjan |
| Karsums (Indrašis, Daugaviņš) (PP) – 46:19 | 2–2                                  |                                            |                  |                                                                                      |
| | 2–3                                  | 54:51 – Kühnhackl (Macek, Draisaitl) (PP)  |                  |                                                                                      |

### Bảng F
Các trận đấu diễn ra ở Oslo, Na Uy.
| VT | Đội        | Tr | T | THP | BHP | B | BT | BB | BHS | Đ | Giành quyền tham dự       |
| -- | ---------- | -- | - | --- | --- | - | -- | -- | --- | - | ------------------------- |
| 1  | Na Uy (H)  | 3  | 2 | 0   | 1   | 0 | 9  | 6  | +3  | 7 | Thế vận hội Mùa đông 2018 |
| 2  | Pháp       | 3  | 1 | 1   | 0   | 1 | 7  | 4  | +3  | 5 |                           |
| 3  | Kazakhstan | 3  | 1 | 1   | 0   | 1 | 8  | 9  | −1  | 5 |                           |
| 4  | Ý          | 3  | 0 | 0   | 1   | 2 | 4  | 9  | −5  | 1 |                           |

1. 1 2  Pháp 4–1 Kazakhstan

Giờ thi đấu là giờ địa phương (UTC+2).
| 1 tháng 9 năm 2016 16:00 | Pháp | 2–1 OT (0–0, 1–1, 0–0) (OT 1–0) | Ý | Jordal Amfi, Oslo Số khán giả: 643 |

| Nguồn | Nguồn           | Nguồn                                | Nguồn           | Nguồn                                                                                        |
| --- | --------------- | ------------------------------------ | --------------- | -------------------------------------------------------------------------------------------- |
| | Cristobal Huet  | Thủ môn                              | Andreas Bernard | Trọng tài: Stephen Reneau Maxim Sidorenko Trọng tài biên: Joep Leermakers Alexander Waldejer |
| \| \| 0–1 \| 23:20 – D. Kostner (S. Kostner) (PP) \| \| Chakiachvili (Hecquefeuille) – 25:40 \| 1–1 \| \| \| S. Da Costa (Bellemare, Chakiachvili) – 60:27 \| 2–1 \| \| |                 |                                      |                 | Trọng tài: Stephen Reneau Maxim Sidorenko Trọng tài biên: Joep Leermakers Alexander Waldejer |
| 16 phút | Số phút bị phạt | 4 phút                               |                 | Trọng tài: Stephen Reneau Maxim Sidorenko Trọng tài biên: Joep Leermakers Alexander Waldejer |
| 31 | Số cú đánh      | 24                                   |                 | Trọng tài: Stephen Reneau Maxim Sidorenko Trọng tài biên: Joep Leermakers Alexander Waldejer |
| | 0–1             | 23:20 – D. Kostner (S. Kostner) (PP) |                 | Trọng tài: Stephen Reneau Maxim Sidorenko Trọng tài biên: Joep Leermakers Alexander Waldejer |
| Chakiachvili (Hecquefeuille) – 25:40 | 1–1             |                                      |                 | Trọng tài: Stephen Reneau Maxim Sidorenko Trọng tài biên: Joep Leermakers Alexander Waldejer |
| S. Da Costa (Bellemare, Chakiachvili) – 60:27 | 2–1             |                                      |                 | Trọng tài: Stephen Reneau Maxim Sidorenko Trọng tài biên: Joep Leermakers Alexander Waldejer |

| 1 tháng 9 năm 2016 20:00 | Kazakhstan | 4–3 OT (0–0, 3–1, 0–2) (OT 1–0) | Na Uy | Jordal Amfi, Oslo Số khán giả: 2.714 |

| Nguồn | Nguồn                         | Nguồn                                     | Nguồn       | Nguồn                                                                                 |
| --- | ----------------------------- | ----------------------------------------- | ----------- | ------------------------------------------------------------------------------------- |
| | Vitali Kolesnik Dmitri Malgin | Thủ môn                                   | Lars Haugen | Trọng tài: Jozef Kubuš Gordon Schukies Trọng tài biên: Masi Puolakka Stanislav Raming |
| \| Starchenko (Rymarev) (PP) – 21:23 \| 1–0 \| \| \| \| 1–1 \| 23:48 – Zuccarello (Bastiansen) \| \| Dallman (Ivanov) – 31:27 \| 2–1 \| \| \| Starchenko – 34:26 \| 3–1 \| \| \| \| 3–2 \| 58:43 – Holøs (Zuccarello, Thoresen) (EA) \| \| \| 3–3 \| 59:46 – Bastiansen (EA) \| \| Bochenski (Dawes, Dallman) – 60:31 \| 4–3 \| \| |                               |                                           |             | Trọng tài: Jozef Kubuš Gordon Schukies Trọng tài biên: Masi Puolakka Stanislav Raming |
| 10 phút | Số phút bị phạt               | 6 phút                                    |             | Trọng tài: Jozef Kubuš Gordon Schukies Trọng tài biên: Masi Puolakka Stanislav Raming |
| 21 | Số cú đánh                    | 41                                        |             | Trọng tài: Jozef Kubuš Gordon Schukies Trọng tài biên: Masi Puolakka Stanislav Raming |
| Starchenko (Rymarev) (PP) – 21:23 | 1–0                           |                                           |             | Trọng tài: Jozef Kubuš Gordon Schukies Trọng tài biên: Masi Puolakka Stanislav Raming |
| | 1–1                           | 23:48 – Zuccarello (Bastiansen)           |             | Trọng tài: Jozef Kubuš Gordon Schukies Trọng tài biên: Masi Puolakka Stanislav Raming |
| Dallman (Ivanov) – 31:27 | 2–1                           |                                           |             | Trọng tài: Jozef Kubuš Gordon Schukies Trọng tài biên: Masi Puolakka Stanislav Raming |
| Starchenko – 34:26 | 3–1                           |                                           |             |                                                                                       |
| | 3–2                           | 58:43 – Holøs (Zuccarello, Thoresen) (EA) |             |                                                                                       |
| | 3–3                           | 59:46 – Bastiansen (EA)                   |             |                                                                                       |
| Bochenski (Dawes, Dallman) – 60:31 | 4–3                           |                                           |             |                                                                                       |

| 2 tháng 9 năm 2016 16:00 | Pháp | 4–1 (2–1, 0–0, 2–0) | Kazakhstan | Jordal Amfi, Oslo Số khán giả: 378 |

| Nguồn | Nguồn           | Nguồn         | Nguồn           | Nguồn                                                                                       |
| --- | --------------- | ------------- | --------------- | ------------------------------------------------------------------------------------------- |
| | Cristobal Huet  | Thủ môn       | Vitali Kolesnik | Trọng tài: Gordon Schukies Maxim Sidorenko Trọng tài biên: Masi Puolakka Alexander Waldejer |
| \| \| 0–1 \| 00:20 – Dawes \| \| S. Treille (Chakiachvili) – 07:10 \| 1–1 \| \| \| Fleury (S. Da Costa) – 15:32 \| 2–1 \| \| \| Fleury (Janil) – 55:31 \| 3–1 \| \| \| Douay (Y. Treille) – 57:40 \| 4–1 \| \| |                 |               |                 | Trọng tài: Gordon Schukies Maxim Sidorenko Trọng tài biên: Masi Puolakka Alexander Waldejer |
| 6 phút | Số phút bị phạt | 6 phút        |                 | Trọng tài: Gordon Schukies Maxim Sidorenko Trọng tài biên: Masi Puolakka Alexander Waldejer |
| 29 | Số cú đánh      | 25            |                 | Trọng tài: Gordon Schukies Maxim Sidorenko Trọng tài biên: Masi Puolakka Alexander Waldejer |
| | 0–1             | 00:20 – Dawes |                 | Trọng tài: Gordon Schukies Maxim Sidorenko Trọng tài biên: Masi Puolakka Alexander Waldejer |
| S. Treille (Chakiachvili) – 07:10 | 1–1             |               |                 | Trọng tài: Gordon Schukies Maxim Sidorenko Trọng tài biên: Masi Puolakka Alexander Waldejer |
| Fleury (S. Da Costa) – 15:32 | 2–1             |               |                 | Trọng tài: Gordon Schukies Maxim Sidorenko Trọng tài biên: Masi Puolakka Alexander Waldejer |
| Fleury (Janil) – 55:31 | 3–1             |               |                 |                                                                                             |
| Douay (Y. Treille) – 57:40 | 4–1             |               |                 |                                                                                             |

| 2 tháng 9 năm 2016 20:00 | Na Uy | 4–1 (2–0, 0–1, 2–0) | Ý | Jordal Amfi, Oslo Số khán giả: 3.751 |

| Nguồn | Nguồn           | Nguồn                      | Nguồn             | Nguồn                                                                               |
| --- | --------------- | -------------------------- | ----------------- | ----------------------------------------------------------------------------------- |
| | Lars Haugen     | Thủ môn                    | Frederic Cloutier | Trọng tài: Jozef Kubuš Stephen Reneau Trọng tài biên: Balázs Kovács Joep Leermakers |
| \| M. Olimb (Thoresen) – 08:35 \| 1–0 \| \| \| Kristiansen (Thoresen, Zuccarello) (PP) – 18:39 \| 2–0 \| \| \| \| 2–1 \| 34:51 – Traversa (Spinell) \| \| Holøs (M. Olimb, K. Olimb) (PP) – 51:26 \| 3–1 \| \| \| Martinsen (K. Olimb) (PP) – 57:51 \| 4–1 \| \| |                 |                            |                   | Trọng tài: Jozef Kubuš Stephen Reneau Trọng tài biên: Balázs Kovács Joep Leermakers |
| 14 phút | Số phút bị phạt | 31 phút                    |                   | Trọng tài: Jozef Kubuš Stephen Reneau Trọng tài biên: Balázs Kovács Joep Leermakers |
| 34 | Số cú đánh      | 13                         |                   | Trọng tài: Jozef Kubuš Stephen Reneau Trọng tài biên: Balázs Kovács Joep Leermakers |
| M. Olimb (Thoresen) – 08:35 | 1–0             |                            |                   | Trọng tài: Jozef Kubuš Stephen Reneau Trọng tài biên: Balázs Kovács Joep Leermakers |
| Kristiansen (Thoresen, Zuccarello) (PP) – 18:39 | 2–0             |                            |                   | Trọng tài: Jozef Kubuš Stephen Reneau Trọng tài biên: Balázs Kovács Joep Leermakers |
| | 2–1             | 34:51 – Traversa (Spinell) |                   | Trọng tài: Jozef Kubuš Stephen Reneau Trọng tài biên: Balázs Kovács Joep Leermakers |
| Holøs (M. Olimb, K. Olimb) (PP) – 51:26 | 3–1             |                            |                   |                                                                                     |
| Martinsen (K. Olimb) (PP) – 57:51 | 4–1             |                            |                   |                                                                                     |

| 4 tháng 9 năm 2016 11:30 | Ý | 2–3 (1–1, 1–1, 0–1) | Kazakhstan | Jordal Amfi, Oslo Số khán giả: 386 |

| Nguồn | Nguồn                             | Nguồn                                     | Nguồn           | Nguồn                                                                                   |
| --- | --------------------------------- | ----------------------------------------- | --------------- | --------------------------------------------------------------------------------------- |
| | Frédéric Cloutier Andreas Bernard | Thủ môn                                   | Vitali Kolesnik | Trọng tài: Jozef Kubuš Gordon Schukies Trọng tài biên: Balázs Kovács Alexander Waldejer |
| \| Scandella (Ant. Bernard, Insam) – 06:47 \| 1–0 \| \| \| \| 1–1 \| 08:51 – Khudyakov (Rymarev, Shin) (PP) \| \| \| 1–2 \| 28:42 – Bochenski (Shin) \| \| Traversa (S. Marchetti, Zanatta) (PP) – 38:54 \| 2–2 \| \| \| \| 2–3 \| 56:12 – Starchenko (Tryasunov, Savchenko) \| |                                   |                                           |                 | Trọng tài: Jozef Kubuš Gordon Schukies Trọng tài biên: Balázs Kovács Alexander Waldejer |
| 2 phút | Số phút bị phạt                   | 4 phút                                    |                 | Trọng tài: Jozef Kubuš Gordon Schukies Trọng tài biên: Balázs Kovács Alexander Waldejer |
| 15 | Số cú đánh                        | 21                                        |                 | Trọng tài: Jozef Kubuš Gordon Schukies Trọng tài biên: Balázs Kovács Alexander Waldejer |
| Scandella (Ant. Bernard, Insam) – 06:47 | 1–0                               |                                           |                 | Trọng tài: Jozef Kubuš Gordon Schukies Trọng tài biên: Balázs Kovács Alexander Waldejer |
| | 1–1                               | 08:51 – Khudyakov (Rymarev, Shin) (PP)    |                 | Trọng tài: Jozef Kubuš Gordon Schukies Trọng tài biên: Balázs Kovács Alexander Waldejer |
| | 1–2                               | 28:42 – Bochenski (Shin)                  |                 | Trọng tài: Jozef Kubuš Gordon Schukies Trọng tài biên: Balázs Kovács Alexander Waldejer |
| Traversa (S. Marchetti, Zanatta) (PP) – 38:54 | 2–2                               |                                           |                 |                                                                                         |
| | 2–3                               | 56:12 – Starchenko (Tryasunov, Savchenko) |                 |                                                                                         |

| 4 tháng 9 năm 2016 15:00 | Na Uy | 2–1 (0–0, 1–1, 1–0) | Pháp | Jordal Amfi, Oslo Số khán giả: 4.277 |

| Nguồn | Nguồn           | Nguồn                        | Nguồn          | Nguồn                                                                                    |
| --- | --------------- | ---------------------------- | -------------- | ---------------------------------------------------------------------------------------- |
| | Lars Haugen     | Thủ môn                      | Cristobal Huet | Trọng tài: Stephen Reneau Maxim Sidorenko Trọng tài biên: Masi Puolakka Stanislav Raming |
| \| \| 0–1 \| 21:49 – Y. Treille (Meunier) \| \| Zuccarello (Thoresen) – 26:59 \| 1–1 \| \| \| Nørstebø (Martinsen) (PP) – 57:31 \| 2–1 \| \| |                 |                              |                | Trọng tài: Stephen Reneau Maxim Sidorenko Trọng tài biên: Masi Puolakka Stanislav Raming |
| 10 phút | Số phút bị phạt | 24 phút                      |                | Trọng tài: Stephen Reneau Maxim Sidorenko Trọng tài biên: Masi Puolakka Stanislav Raming |
| 22 | Số cú đánh      | 22                           |                | Trọng tài: Stephen Reneau Maxim Sidorenko Trọng tài biên: Masi Puolakka Stanislav Raming |
| | 0–1             | 21:49 – Y. Treille (Meunier) |                | Trọng tài: Stephen Reneau Maxim Sidorenko Trọng tài biên: Masi Puolakka Stanislav Raming |
| Zuccarello (Thoresen) – 26:59 | 1–1             |                              |                | Trọng tài: Stephen Reneau Maxim Sidorenko Trọng tài biên: Masi Puolakka Stanislav Raming |
| Nørstebø (Martinsen) (PP) – 57:31 | 2–1             |                              |                | Trọng tài: Stephen Reneau Maxim Sidorenko Trọng tài biên: Masi Puolakka Stanislav Raming |